# Yakarta
Yakarta (en indonesio: Jakartaⓘ) es la capital y ciudad más poblada de Indonesia, situada en la isla de Java. En una superficie de 650 km² se concentra una población de 10,1 millones de personas, sumando hasta 30 millones en su área metropolitana. Yakarta ocupa la cuarta posición en la lista de aglomeraciones urbanas más pobladas del mundo y su área metropolitana es conocida como Jabodetabek (acrónimo para Jakarta, Bogor, Depok, Tangerang y Bekasi). Es el centro político, industrial y financiero del país.
La ciudad fue conocida a lo largo de su historia como Sunda Kelapa (397-1527), Jayakarta (1527-1619), Batavia (1619-1942) y Djakarta (1942-1972). Sus principales nexos de conexión con el exterior son el Aeropuerto Internacional Soekarno-Hatta y el Puerto de Tanjung Priok. En Yakarta se encuentra la Bolsa de Indonesia, el Banco de Indonesia y el Monumento Nacional o Monas, la torre que simboliza la independencia de Indonesia.
Yakarta está gravemente amenazada por el aumento del nivel del mar debido al calentamiento global y al bombeo excesivo de aguas subterráneas, por lo cual en 2019 el gobierno anunció su decisión de trasladar la capital a otra ciudad.

## Historia
Yakarta empezó como un pequeño puerto junto a un monte al lado del río Ciliwung en el siglo XV. Algunos europeos hablan de un asentamiento denominado Kalapa. Era el mayor puerto del reino hindú de Sonda.
La primera flota europea llegó en 1513 cuando cuatro buques portugueses llegaron procedentes de Malaca. Los portugueses estaban buscando una ruta para las especias y, en particular, para la pimienta. El Reino de la Sonda hizo un acuerdo de paz con Portugal por permitir que en 1522 los portugueses construyeran un puerto con el fin de defenderlos contra el aumento de poder del Sultanato de Demak del centro de Java. La ciudad fue atacada por un joven guerrero de nombre Fatahillah dirigente de un reino vecino, después de lo cual el 22 de junio de 1527 cambió el nombre de Kalapa por Jayakarta.

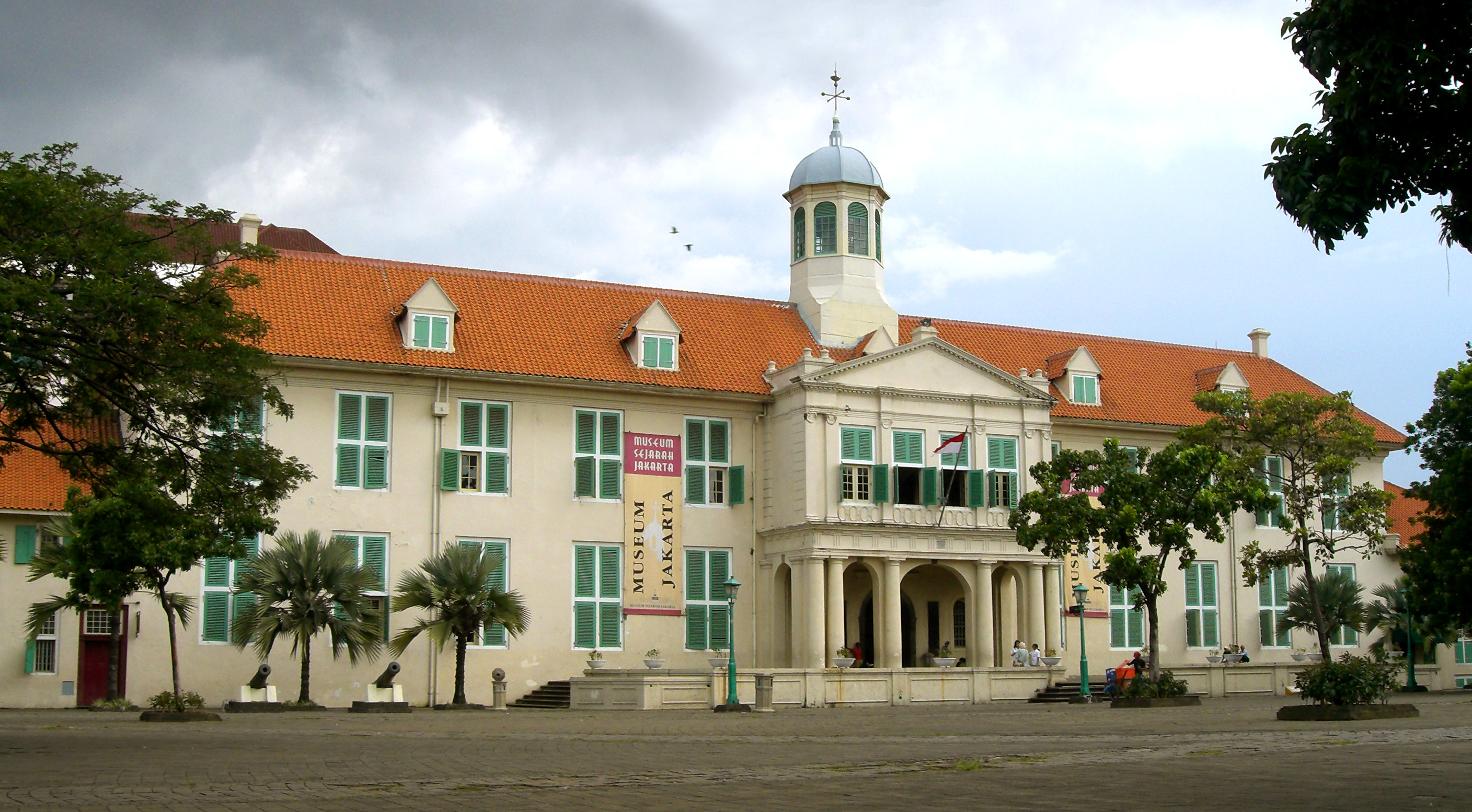
La sede del Gobernador General de VOC. El edificio ahora sirve como Museo Histórico de Yakarta.

Los neerlandeses llegaron a Jayakarta a fines del siglo XVI y en 1619 las fuerzas de la Compañía Neerlandesa de las Indias Orientales, dirigidas por Jan Pieterszoon Coen conquistaron la ciudad. Renombraron la ciudad como Batavia en recuerdo de los bátavos, un pueblo germánico que vivía en la zona que en la actualidad ocupan los Países Bajos. 
Las oportunidades comerciales atrajeron a Indonesia, sobre todo, a inmigrantes chinos. Las tensiones crecieron cuando el gobierno colonial trató de restringir la migración china a través de las deportaciones. El 9 de octubre de 1740, 5000 chinos fueron masacrados y, al año siguiente, los habitantes chinos fueron trasladados a Glodok fuera de las murallas de la ciudad. En 1818 se completó el Koningsplein, ahora Merdeka Square, y Kebayoran Baru que fue la última zona residencial neerlandesa construida.
Finalmente los japoneses la ocuparon en 1942, llamándola con el actual nombre. Después de la ocupación los grupos ya habitados se movilizaron ideológicamente, así fue como establecieron su primer gobierno republicano en 1950 con capital en Yakarta. El presidente de la fundación de Indonesia, Sukarno, preveía a Yakarta como una gran ciudad internacional. Por esa razón instigó grandes proyectos financiados por el gobierno. Los proyectos incluían en Yakarta una autopista de hoja de trébol, un gran bulevar (Jalan Sudirman), monumentos como el Monumen Nasional, los principales hoteles, y un nuevo edificio para el parlamento.
En 1966, Yakarta fue declarada un «distrito capital» (Daerah khusus ibukota), por lo tanto, obtuvo una condición aproximadamente equivalente a la de un estado o provincia. El teniente general Ali Sadikin se desempeñó como gobernador desde ese momento hasta 1977; rehabilitó carreteras y puentes, alentó las artes, construyó varios hospitales, y un gran número de nuevas escuelas. Asimismo, desmanteló los barrios pobres para dar paso a nuevos proyectos de desarrollo y trató de eliminar los rickshaws y los vendedores ambulantes. También comenzó a controlar la migración a la ciudad con el fin de frenar el hacinamiento y la pobreza.
La redistribución de la tierra y la inversión extranjera contribuyó a un auge inmobiliario que cambió la cara de la ciudad. El auge terminó con la crisis financiera asiática en 1997 y 1998. El presidente Suharto, comenzó a perder su control y las tensiones llegaron a un pico en mayo de 1998, cuando cuatro estudiantes fueron muertos a tiros en la Universidad de Trisakti por las fuerzas de seguridad; durante cuatro días de disturbios que se produjeron como consecuencia de la pérdida de un total estimado de 1200 vidas y 6000 edificios que fueron dañados o destruidos. Suharto dimitió como presidente, pero Yakarta ha seguido siendo el punto focal del cambio democrático en Indonesia.

## Geografía
La ciudad se asienta sobre el nivel del mar, lo que contribuye a que se formen las habituales inundaciones. La zona sur de la ciudad es más montañosa. Hay aproximadamente 13 ríos que fluyen por Yakarta, sobre todo desde las partes montañosas del sur de la ciudad hacia el norte y el mar de Java. El río más importante es el Ciliwung, que divide a la urbe en dos zonas: este y oeste. Yakarta limita geográficamente con la provincia de Java Occidental al este y con Banten al oeste.
Las Mil Islas (Kepulauan Seribu en indonesio, y Thousand Islands, en inglés), que son una parte de la región administrativa de Yakarta, están situadas en la bahía de Yakarta. Las 105 islas que las forman se extienden a lo largo de 45 kilómetros al norte de la ciudad, aunque la isla más cercana se encuentra a solo unos kilómetros de tierra firme.
En algunos barrios, los edificios se hunden de 10 a 15 centímetros al año, según el Instituto de Tecnología de Bandung. La última década ha estado marcada por una aceleración del fenómeno, particularmente en la parte norte de la ciudad, donde los habitantes son pobres. Para 2019, más de la mitad de la ciudad está por debajo del nivel del mar.
Debido a la falta de acceso al agua potable (solo el 40% de la población está conectada al servicio público de agua), los habitantes se ven obligados a bombear masivamente hacia las aguas subterráneas. Una práctica prohibida pero mal controlada. Como resultado, el subsuelo se seca y tiende a hundirse, agravando las inundaciones.
"Las autoridades indonesias han tomado conciencia del problema comprometiéndose en un vasto programa de protección y desarrollo del área metropolitana y de la bahía de Yakarta, con el fin de oponerse a la elevación del nivel del mar. Excepto que el crecimiento demográfico y económico continúa. Esto se refleja en el proyecto de construcción de pólder (terrenos artificiales recuperados del agua), que debería permitir que el crecimiento urbano continúe en las próximas décadas. Es un proyecto urbano gigantesco, pero se está haciendo a expensas de los pequeños pescadores. Y del medio ambiente."

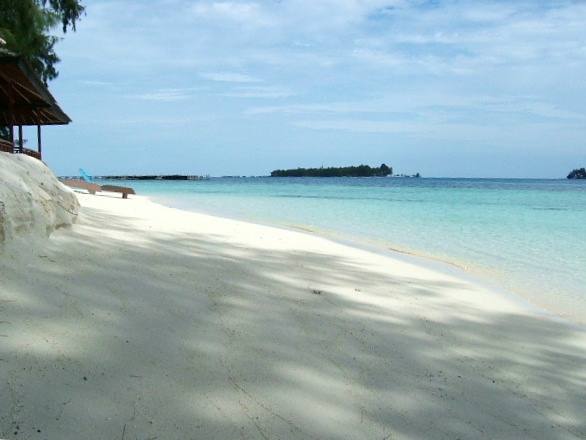
Playa en la Isla Sepa de unas 7 hectáreas de superficie

### Clima
Yakarta, la bulliciosa capital de Indonesia, experimenta un clima tropical caracterizado por altas temperaturas, humedad y estaciones húmedas y secas bien diferenciadas.  Situada en la costa noroeste de Java, el clima de la ciudad está muy influido por su proximidad al ecuador y a los mares circundantes.  Esta posición geográfica da lugar a temperaturas cálidas constantes durante todo el año, con pocas variaciones entre estaciones.   
La estación seca en Yakarta suele extenderse de junio a septiembre.  Durante este periodo, la ciudad experimenta menos precipitaciones, con días soleados y una humedad relativamente menor en comparación con otras épocas del año.  Aunque sigue siendo cálida, la estación seca ofrece un clima algo más agradable para las actividades al aire libre y el turismo.  Sin embargo, es importante tener en cuenta que incluso durante la estación seca pueden producirse chubascos ocasionales.   
La estación húmeda en Yakarta se extiende de octubre a abril, y las precipitaciones más intensas suelen producirse entre diciembre y febrero.  Este periodo se caracteriza por aguaceros frecuentes y a menudo intensos, que pueden provocar inundaciones localizadas e interrupciones del tráfico.  La humedad durante la estación húmeda es constantemente alta, lo que hace que el aire sea denso y pegajoso.  A pesar de la lluvia, las temperaturas siguen siendo cálidas durante la estación húmeda.
Las temperaturas en Yakarta se mantienen cálidas durante todo el año, oscilando normalmente entre los 20 grados centígrados bajos y los 30 grados centígrados bajos.  La temperatura media diaria ronda los 20 grados.  La combinación de temperaturas cálidas y alta humedad puede hacer que la ciudad parezca más calurosa de lo que sugiere la temperatura real.

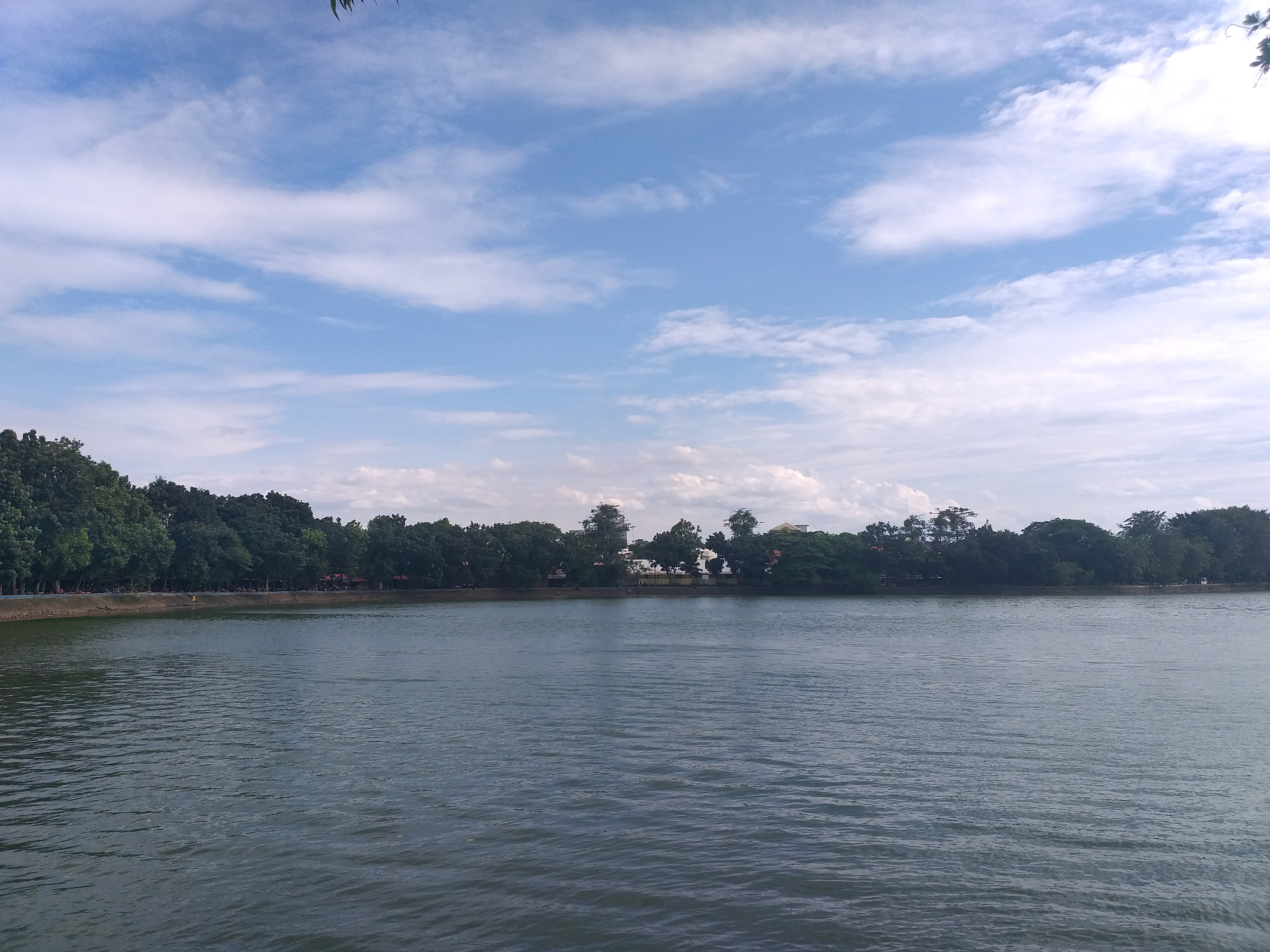
Lago Babakan de 32 hectáreas

Los niveles de humedad en Yakarta son constantemente altos, a menudo superiores al 80%, lo que contribuye a la sensación tropical de la ciudad.  La elevada humedad puede hacer que la ciudad parezca más calurosa y pegajosa, sobre todo durante la estación húmeda.  Este factor debe tenerse en cuenta a la hora de planificar actividades y preparar la ropa para una visita a Yakarta.   
El tiempo en Yakarta puede ser bastante impredecible, con aguaceros repentinos y tormentas incluso durante la estación seca.  Es aconsejable estar preparado para la lluvia en cualquier época del año y llevar un paraguas o impermeable.  Consultar la previsión meteorológica antes de salir es siempre una buena idea.   
El tiempo en Yakarta puede tener un impacto significativo en la vida cotidiana.  Durante la estación húmeda, las inundaciones pueden causar atascos e interrupciones del transporte.  El clima caluroso y húmedo también puede dificultar las actividades al aire libre durante largos periodos.  La gente se adapta al clima buscando refugio en espacios con aire acondicionado, llevando agua para mantenerse hidratada y vistiendo ropa ligera y transpirable.   
A pesar de las dificultades que plantea su clima tropical, el tiempo de Yakarta también contribuye a su carácter único.  El ambiente cálido y húmedo favorece una vegetación exuberante, creando espacios verdes dentro de la ciudad.  La lluvia nutre las tierras agrícolas que rodean Yakarta, contribuyendo a la producción de alimentos de la región.  Comprender el clima de Yakarta y adaptarse a él es esencial para vivir y visitar esta dinámica ciudad.
Yakarta posee un clima monzónico (Am, de acuerdo con el sistema de clasificación climática de Köppen). Localizada en la parte occidental de Indonesia, su época más lluviosa es enero con unas precipitaciones medias mensuales de 300 mm, mientras que su época más seca es agosto, con una media de 43 mm. La ciudad tiene altos niveles de humedad y la temperatura diaria oscila entre los 25 °C hasta los 38 °C.
| Parámetros climáticos promedio de Yakarta, Indonesia        | Parámetros climáticos promedio de Yakarta, Indonesia | Parámetros climáticos promedio de Yakarta, Indonesia | Parámetros climáticos promedio de Yakarta, Indonesia | Parámetros climáticos promedio de Yakarta, Indonesia | Parámetros climáticos promedio de Yakarta, Indonesia | Parámetros climáticos promedio de Yakarta, Indonesia | Parámetros climáticos promedio de Yakarta, Indonesia | Parámetros climáticos promedio de Yakarta, Indonesia | Parámetros climáticos promedio de Yakarta, Indonesia | Parámetros climáticos promedio de Yakarta, Indonesia | Parámetros climáticos promedio de Yakarta, Indonesia | Parámetros climáticos promedio de Yakarta, Indonesia | Parámetros climáticos promedio de Yakarta, Indonesia |
| Mes                                                         | Ene.                                                 | Feb.                                                 | Mar.                                                 | Abr.                                                 | May.                                                 | Jun.                                                 | Jul.                                                 | Ago.                                                 | Sep.                                                 | Oct.                                                 | Nov.                                                 | Dic.                                                 | Anual                                                |
| ----------------------------------------------------------- | ---------------------------------------------------- | ---------------------------------------------------- | ---------------------------------------------------- | ---------------------------------------------------- | ---------------------------------------------------- | ---------------------------------------------------- | ---------------------------------------------------- | ---------------------------------------------------- | ---------------------------------------------------- | ---------------------------------------------------- | ---------------------------------------------------- | ---------------------------------------------------- | ---------------------------------------------------- |
| Temp. máx. abs. (°C)                                        | 33.3                                                 | 32.8                                                 | 33.3                                                 | 33.3                                                 | 33.3                                                 | 33.3                                                 | 34.4                                                 | 36.5                                                 | 35.6                                                 | 35.6                                                 | 35.6                                                 | 33.9                                                 | 36.5                                                 |
| Temp. máx. media (°C)                                       | 28.9                                                 | 28.9                                                 | 29.4                                                 | 30.0                                                 | 30.6                                                 | 30.0                                                 | 30.0                                                 | 30.6                                                 | 31.1                                                 | 31.1                                                 | 30.6                                                 | 29.4                                                 | 30.1                                                 |
| Temp. media (°C)                                            | 26.1                                                 | 26.1                                                 | 26.4                                                 | 27.0                                                 | 27.2                                                 | 26.7                                                 | 26.4                                                 | 26.7                                                 | 27.0                                                 | 27.2                                                 | 27.0                                                 | 26.4                                                 | 26.7                                                 |
| Temp. mín. media (°C)                                       | 23.3                                                 | 23.3                                                 | 23.3                                                 | 23.9                                                 | 23.9                                                 | 23.3                                                 | 22.8                                                 | 22.8                                                 | 22.8                                                 | 23.3                                                 | 23.3                                                 | 23.3                                                 | 23.3                                                 |
| Temp. mín. abs. (°C)                                        | 20.6                                                 | 20.6                                                 | 20.6                                                 | 20.6                                                 | 21.1                                                 | 19.4                                                 | 19.4                                                 | 19.4                                                 | 18.9                                                 | 20.6                                                 | 20.0                                                 | 19.4                                                 | 18.9                                                 |
| Precipitación total (mm)                                    | 299.7                                                | 299.7                                                | 210.8                                                | 147.3                                                | 132.1                                                | 96.5                                                 | 63.5                                                 | 43.2                                                 | 66.0                                                 | 111.8                                                | 142.2                                                | 203.2                                                | 1816                                                 |
| Días de lluvias (≥ 1 mm)                                    | 19                                                   | 17                                                   | 16                                                   | 11                                                   | 9                                                    | 7                                                    | 6                                                    | 5                                                    | 6                                                    | 8                                                    | 12                                                   | 14                                                   | 130                                                  |
| Horas de sol                                                | 189                                                  | 182                                                  | 239                                                  | 255                                                  | 260                                                  | 255                                                  | 282                                                  | 295                                                  | 288                                                  | 279                                                  | 231                                                  | 220                                                  | 2975                                                 |
| Humedad relativa (%)                                        | 85                                                   | 85                                                   | 83                                                   | 82                                                   | 82                                                   | 81                                                   | 78                                                   | 76                                                   | 75                                                   | 77                                                   | 81                                                   | 82                                                   | 80.6                                                 |
| Fuente n.º 1: Sistema de Clasificación Bioclimática Mundial |                                                      |                                                      |                                                      |                                                      |                                                      |                                                      |                                                      |                                                      |                                                      |                                                      |                                                      |                                                      |                                                      |
| Fuente n.º 2: Danish Meteorological Institute               |                                                      |                                                      |                                                      |                                                      |                                                      |                                                      |                                                      |                                                      |                                                      |                                                      |                                                      |                                                      |                                                      |

### Geología
Yakarta, la capital de Indonesia, está situada en la costa noroeste de Java, una isla formada principalmente por la actividad volcánica y el levantamiento tectónico.  Sin embargo, la ciudad está construida en gran parte sobre una llanura aluvial baja y relativamente plana, formada por la deposición de sedimentos de los ríos que fluyen desde las tierras altas volcánicas del sur.  Este entorno geológico tiene importantes implicaciones para la vulnerabilidad de Yakarta a las inundaciones y al hundimiento del terreno.   
La geología subterránea inmediata de Yakarta está dominada por estos depósitos de aluvión cuaternario.  Estos sedimentos no consolidados, formados por arcilla, limo, arena y grava, han sido transportados y depositados por los ríos a lo largo del tiempo.  El grosor de esta capa aluvial puede variar considerablemente a lo largo de la ciudad, alcanzando profundidades de decenas de metros en algunas zonas.  Esta naturaleza blanda y compresible del aluvión contribuye a la susceptibilidad de Yakarta al hundimiento del terreno.   
Bajo el aluvión cuaternario yacen rocas sedimentarias y volcánicas más antiguas, probablemente de edad terciaria.  Estas formaciones, aunque no están directamente expuestas en la superficie de la ciudad, constituyen el lecho rocoso sobre el que se asienta la llanura aluvial.  Probablemente consisten en una mezcla de rocas sedimentarias, como areniscas y pizarras, y rocas volcánicas, que reflejan la historia volcánica de la región.  La información sobre estas formaciones más profundas se obtiene principalmente de sondeos y estudios geológicos.   
La actividad volcánica que dio forma a gran parte de Java ha influido indirectamente en la geología de Yakarta.  Aunque Yakarta no está situada sobre un volcán, los materiales volcánicos erosionados de las tierras altas circundantes han sido transportados por los ríos y depositados en la llanura, contribuyendo a la composición de los sedimentos aluviales.  La presencia de cenizas volcánicas y otros restos volcánicos en el aluvión es un testimonio de esta influencia volcánica.
El entorno tectónico de Java, situado dentro del Arco de Sunda, sísmicamente activo, también desempeña un papel crucial en la geología de Yakarta.  La subducción de la Placa Indoaustraliana bajo la Placa Euroasiática crea importantes tensiones tectónicas que provocan terremotos y erupciones volcánicas en la región.  Aunque Yakarta no está situada directamente sobre una falla importante, puede sufrir los efectos de terremotos originados en fallas cercanas.   
La historia geológica de Yakarta y su región circundante incluye periodos de fluctuaciones del nivel del mar.  En el pasado, durante los periodos glaciares, el nivel del mar era más bajo, lo que dejaba más tierra al descubierto y permitía a los ríos depositar sedimentos en el mar.  Al subir el nivel del mar durante los periodos interglaciares, se formó la actual llanura costera de Yakarta, y los sedimentos aluviales se fueron acumulando con el tiempo.  Estos cambios pasados del nivel del mar han influido en la estratigrafía de los depósitos aluviales.

Las características geológicas de Yakarta, en particular la presencia de aluviones gruesos no consolidados, plantean varios problemas de ingeniería.  Los suelos blandos pueden provocar asentamientos diferenciales de edificios e infraestructuras, lo que exige un diseño cuidadoso de los cimientos.  El elevado nivel freático de muchas zonas también debe tenerse en cuenta en los proyectos de construcción.

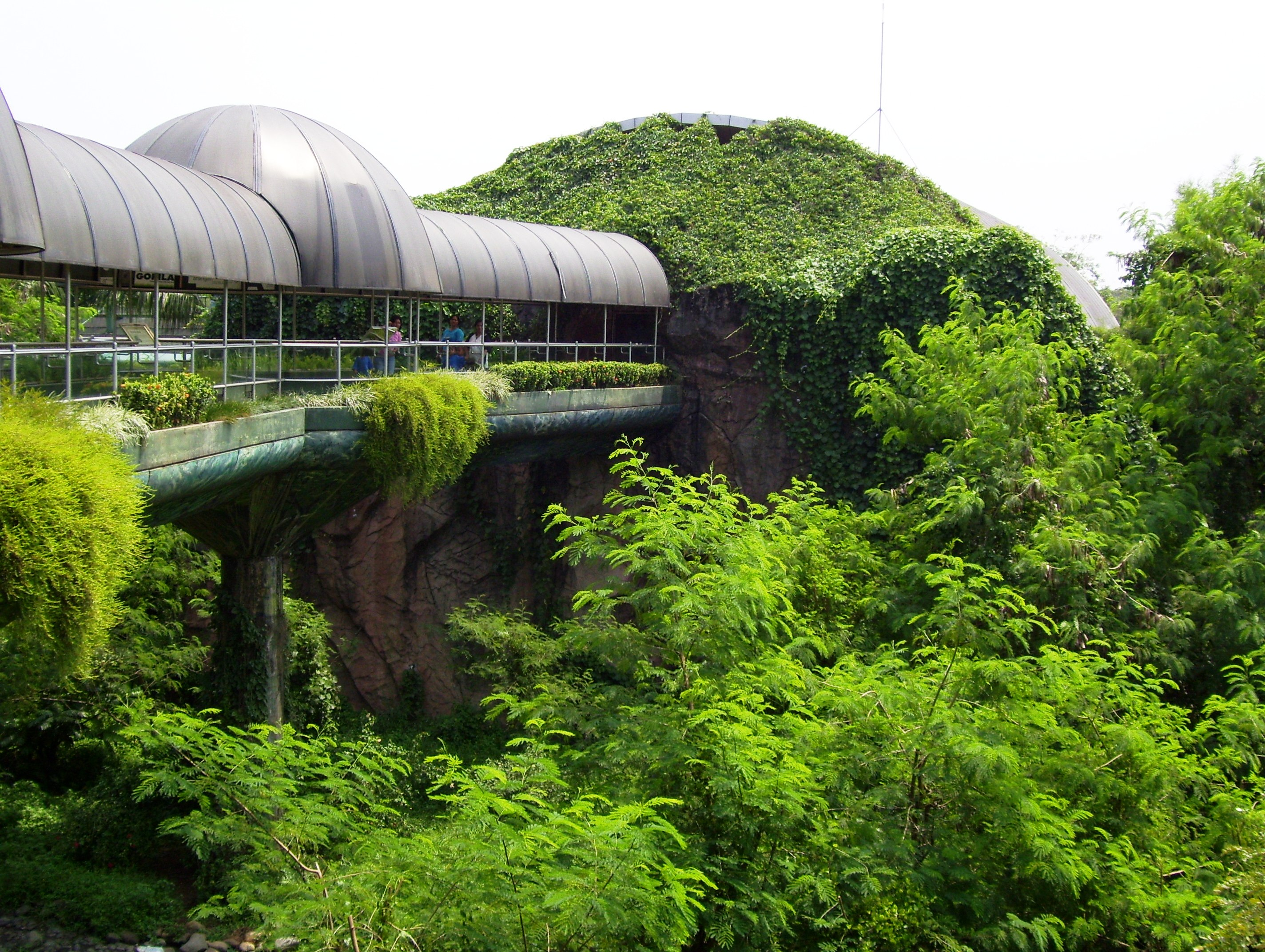
Centro de Primates Smutzer Ragunan en Yakarta

Comprender la geología de Yakarta es esencial para un desarrollo urbano sostenible.  Las investigaciones geológicas desempeñan un papel vital en la evaluación de la estabilidad del suelo, la identificación de peligros potenciales y la toma de decisiones sobre la planificación del uso del suelo.  La gestión de los recursos hídricos subterráneos, la mitigación de los riesgos de inundación y la adaptación a los desafíos planteados por el hundimiento del suelo son consideraciones cruciales para el futuro crecimiento y la resiliencia de Yakarta.

### Parques y espacios públicos
En junio de 2011, Yakarta solo contaba con un 10,5% de espacios verdes abiertos (Ruang Terbuka Hijau), aunque aumentó hasta el 13,94%. Los parques públicos se incluyen en los espacios abiertos verdes públicos Hay alrededor de 300 espacios públicos integrados para niños (RPTRA) en la ciudad en 2019. En 2014, 183 embalses de agua y lagos sostenían el área metropolitana de Yakarta.
- La plaza Merdeka (Medan Merdeka) es un campo de casi 1 kilómetro cuadrado que alberga el símbolo de Yakarta, Monas o Monumen Nasional (Monumento Nacional). Hasta 2000, fue la mayor plaza urbana del mundo. La plaza fue creada por el Gobernador General neerlandés Herman Willem Daendels (1810) y originalmente se llamaba Koningsplein (Plaza del Rey). El 10 de enero de 1993, el presidente Soeharto inició el embellecimiento de la plaza. Cuenta con un parque de ciervos y 33 árboles que representan las 33 provincias de Indonesia.[19]

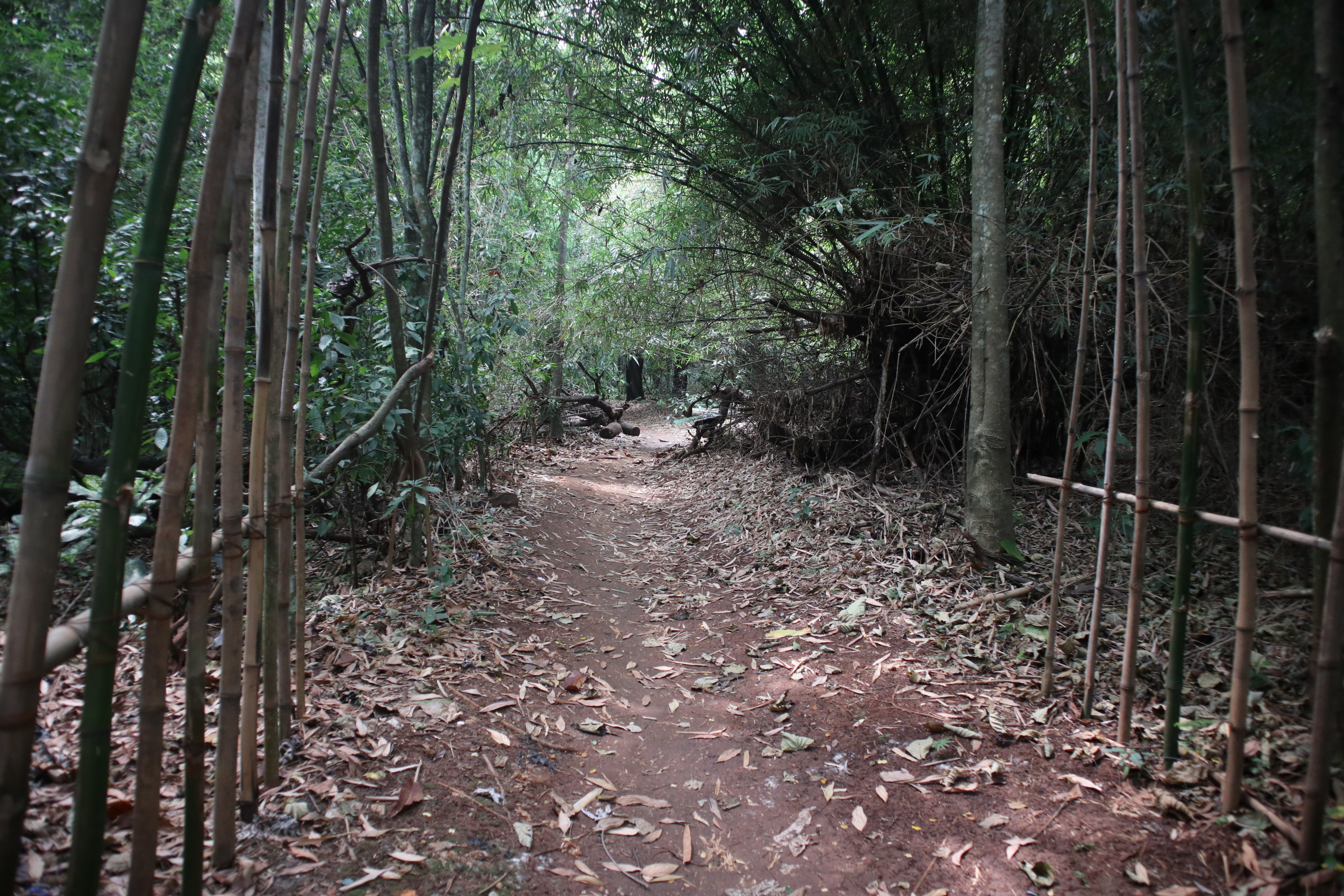
El Bosque UI

- Ancol Dreamland es la mayor zona turística integrada del sudeste asiático. Se encuentra junto a la bahía, en Ancol, al norte de Yakarta.El Bosque UILapangan Banteng (Campo de Búfalos) está situado en el centro de Yakarta, cerca de la Mezquita Istiqlal, la Catedral de Yakarta y la Oficina Central de Correos de Yakarta. Abarca unas 4,5 hectáreas. Inicialmente se llamó Waterlooplein y funcionó como plaza ceremonial durante el periodo colonial. Durante la era Sukarno, los edificios coloniales y los monumentos conmemorativos que se erigieron en la plaza durante el periodo colonial fueron destruidos y el monumento más famoso de esta plaza es el Monumento a la Liberación de Irian Occidental.[20]
- El Museo de Historia de Yakarta describe la historia de la ciudad de Yakarta. Este museo se encuentra en el lado sur de la plaza Fatahillah (antigua plaza de la ciudad de Batavia), cerca del Museo Wayang y del Museo de Bellas Artes y Cerámica.[21]
- Taman Mini Indonesia Indah (Parque en Miniatura de Indonesia), en Yakarta Este, cuenta con diez miniparques.

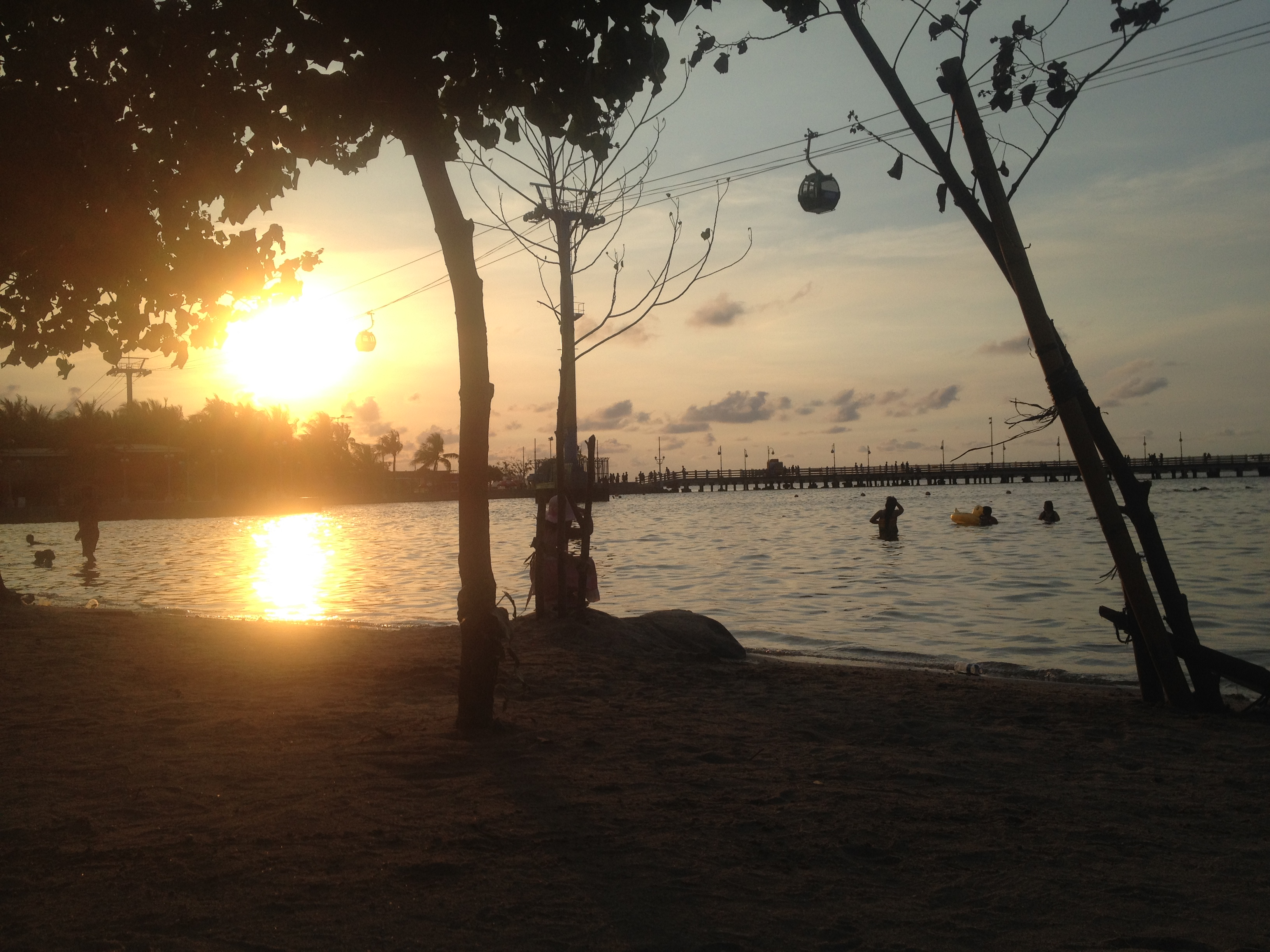
Playa de Ancol, Yakarta

- Playa de Ancol, YakartaLa Galería Nacional de Indonesia es una galería de arte y museo de Yakarta (Indonesia). Esta galería de arte se creó como institución cultural en el campo de las bellas artes el 8 de mayo de 1999. La institución desempeña un papel importante en la expansión del conocimiento público de las obras de arte mediante la conservación, el desarrollo y la explotación de las artes visuales en Indonesia.[22]
- El parque Suropati está situado en Menteng, en el centro de Yakarta. El parque está rodeado de edificios coloniales holandeses. Taman Suropati era conocido como Burgemeester Bisschopplein en la época colonial. El parque tiene forma circular y una superficie de 16 322 m². Varias estatuas modernas fueron realizadas para el parque por artistas de los países de la ASEAN, lo que contribuye a su apodo «Taman persahabatan seniman ASEAN» («Parque de la amistad de los artistas de la ASEAN»).[23]
- El parque Menteng se construyó en el solar del antiguo estadio de fútbol Persija. En las cercanías también se encuentra el parque Situ Lembang, que tiene un lago en el centro.
- El parque Kalijodo es el más nuevo, en el subdistrito de Penjaringan, con 3,4 ha (8,4 acres) junto al río Krendang. Se inauguró oficialmente el 22 de febrero de 2017. El parque está abierto las 24 horas como espacio verde abierto (RTH) y espacio público integrado para niños (RPTRA) y cuenta con instalaciones para monopatines de nivel internacional.[24]
- Santuario de Vida Silvestre Muara Angke y Parque de Turismo Natural Angke Kapuk, en Penjaringan, al norte de Yakarta.[25]
- Los parques ecológicos Tebet Eco Park, Puring Park, Mataram Park, Langsat Park, Ayodya Park y Martha Christina Tiahahu Literacy Park, en el sur de Yakarta.[26][27]
- El parque zoológico de Ragunan se encuentra en Pasar Minggu, Yakarta Sur. Es el parque más grande de Yakarta, el tercer zoológico más antiguo del mundo y el segundo con mayor diversidad de animales y plantas.[28]
- Glodok es una zona conocida como Pecinan o Barrio Chino desde la época colonial holandesa, y se considera la mayor de Indonesia.
- El Museo Nacional de Indonesia es un museo de arqueología, historia, etnología y geografía cuyas extensas colecciones abarcan todo el territorio de Indonesia y casi toda su historia. Este museo lleva dos siglos intentando preservar el patrimonio de Indonesia.[29]
- Setu Babakan es un lago de 32 hectáreas rodeado por el pueblo cultural betawi, situado en Jagakarsa, al sur de Yakarta.[30] En esta zona también se encuentra el parque Dadap Merah.
- El bosque UI es el mayor bosque urbano de Yakarta. Se encuentra al sur de Yakarta, en la frontera con Depok (Java Occidental).[31]
- La Biblioteca Nacional de Indonesia es el depósito legítimo de literatura, manuscritos y libros de archivo del estado de Indonesia. Se encuentra en Gambir, al sur de la plaza Merdeka, Yakarta. La colección más antigua procede de la biblioteca del Museo Nacional, inaugurada en 1868 y gestionada anteriormente por la Real Sociedad Batava de Artes y Ciencias.[32][33]
- Parque Taman Waduk Pluit/Lago Pluit y Parque Putra Putri en Pluit, Yakarta Norte.[34]
- Complejo deportivo Gelora Bung Karno El complejo Gelora Bung Karno es uno de los mayores centros de actividades deportivas de Indonesia y los habitantes de Yakarta lo utilizan a menudo para practicar deportes.[35]
- El Parque literario Martha Christina Tiahahu es un parque urbano y parque de alfabetización en el barrio comercial y de negocios Blok M, situado en Blok M Kebayoran Baru, Yakarta Sur.
- GBK City Park es el parque urbano del Triángulo de Oro de Yakarta, situado dentro del complejo deportivo Gelora Bung Karno.[36]
- Pantai Indah Kapuk (PIK) suele ser la zona residencial más solicitada por los indonesios chinos adinerados, con grandes casas en exclusivas urbanizaciones cerradas. Esta zona nunca se inunda, aunque está cerca de un distrito propenso a las inundaciones. Aunque la mayor parte de Pantai Indah Kapuk es una zona residencial, hay comercios y atracciones turísticas en las carreteras principales, como North Beach, South Beach y Marina Indah. Ruko Córdoba y Crown Golf, en Jalan Marina Indah, son muy populares por sus restaurantes y cafés. PIK es una de las zonas de ocio nocturno de Yakarta, llena de clubes nocturnos, discotecas, bares y cafés.[37]

## Política y Gobierno

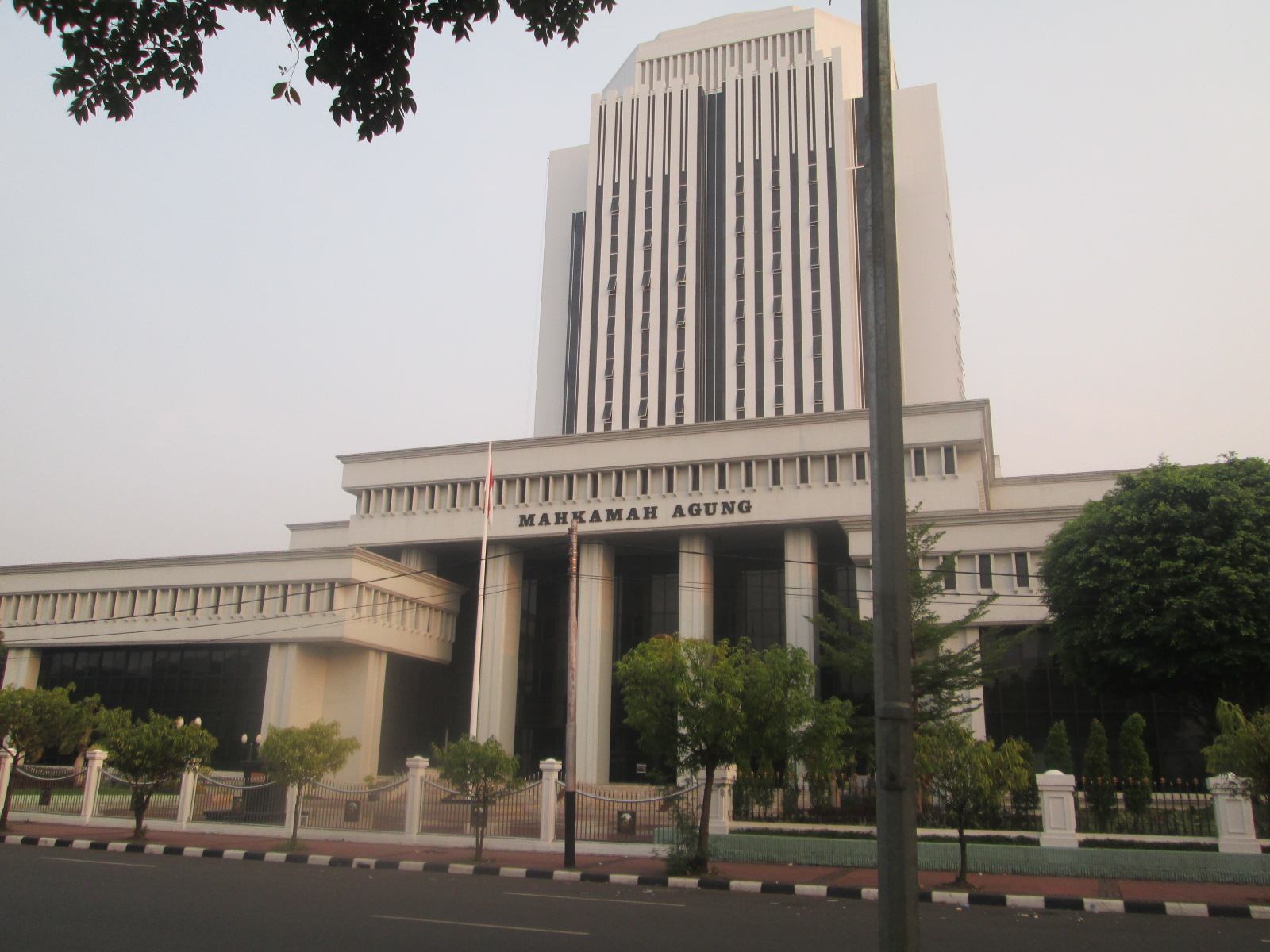
Corte Suprema de Indonesia en Yakarta.

Oficialmente, Yakarta no es una ciudad sino una provincia con el estatus especial de capital de Indonesia. Su administración es como la de cualquier otra ciudad indonesia. Por ejemplo: Yakarta tiene un gobernador (en vez de un alcalde), y se divide en varias regiones con sus propios sistemas administrativos. Yakarta como provincia está dividida en cinco ciudades (kota), antes municipios, cada uno dirigido por un alcalde, y una regencia (kabupaten) dirigida por un regente. En agosto de 2007, Yakarta celebró sus primeras elecciones para escoger un gobernador, que fueron ganadas por Fauzi Bowo. Los gobernadores de la ciudad son elegidos previamente por los parlamentos locales. Esto forma parte del impulso del gobierno indonesio de la descentralización de la política, celebrando elecciones locales directas en algunos lugares del país asiático.
Lista de ciudades de Yakarta:
- Yakarta Oriental (Jakarta Timur)
- Yakarta Occidental (Jakarta Barat)
- Yakarta Septentrional (Jakarta Utara)
- Yakarta Meridional (Jakarta Selatan)
- Yakarta Central (Jakarta Pusat)

La única regencia de Yakarta son las Miles de Islas (Kepulauan Seribu).

## Demografía

### Sobrepoblación
Como en muchas de las grandes urbes en países aún en vía de desarrollo, Yakarta sufre importantes problemas de urbanización. La población se ha elevado bruscamente de 1,2 millones en 1960 a 8,8 millones en 2004, contando solo sus residentes legales. La población del gran Yakarta es estimada en 30 millones, haciendo de ella la cuarta área urbana más poblada en el mundo. El vertiginoso aumento de población sorprendió al propio gobierno, a quien le sobrepasó la situación y no pudo proporcionar las necesidades básicas a sus residentes.
La ciudad atrae a numerosos visitantes, pero, curiosamente, cuando más poblada está Yakarta es en los días laborables de la semana, más que en los fines de semana debido a la afluencia de habitantes que residen en otras áreas de Jabotabek. Por la incapacidad del gobierno de proporcionar un transporte adecuado a la magnitud de la urbe, Yakarta sufre graves problemas de saturación de tráfico cada día. 
La contaminación atmosférica y la gestión de residuos son, por tanto, otros de los problemas derivados del exceso de habitantes que sufre Yakarta, una ciudad que en 2025 contará con una población de 24,9 millones sin contar con los millones de habitantes de las áreas periféricas. En 2019, el ministro indonesio de Planificación del Desarrollo Nacional indicó que las pérdidas económicas a causa de los atascos en el área metropolitana de Yakarta rondan los 100 billones de rupias (7.040 millones de dólares, 6.310 millones de euros).
En la actualidad, un tercio de los diez millones de habitantes de Yakarta vive en la más absoluta pobreza.

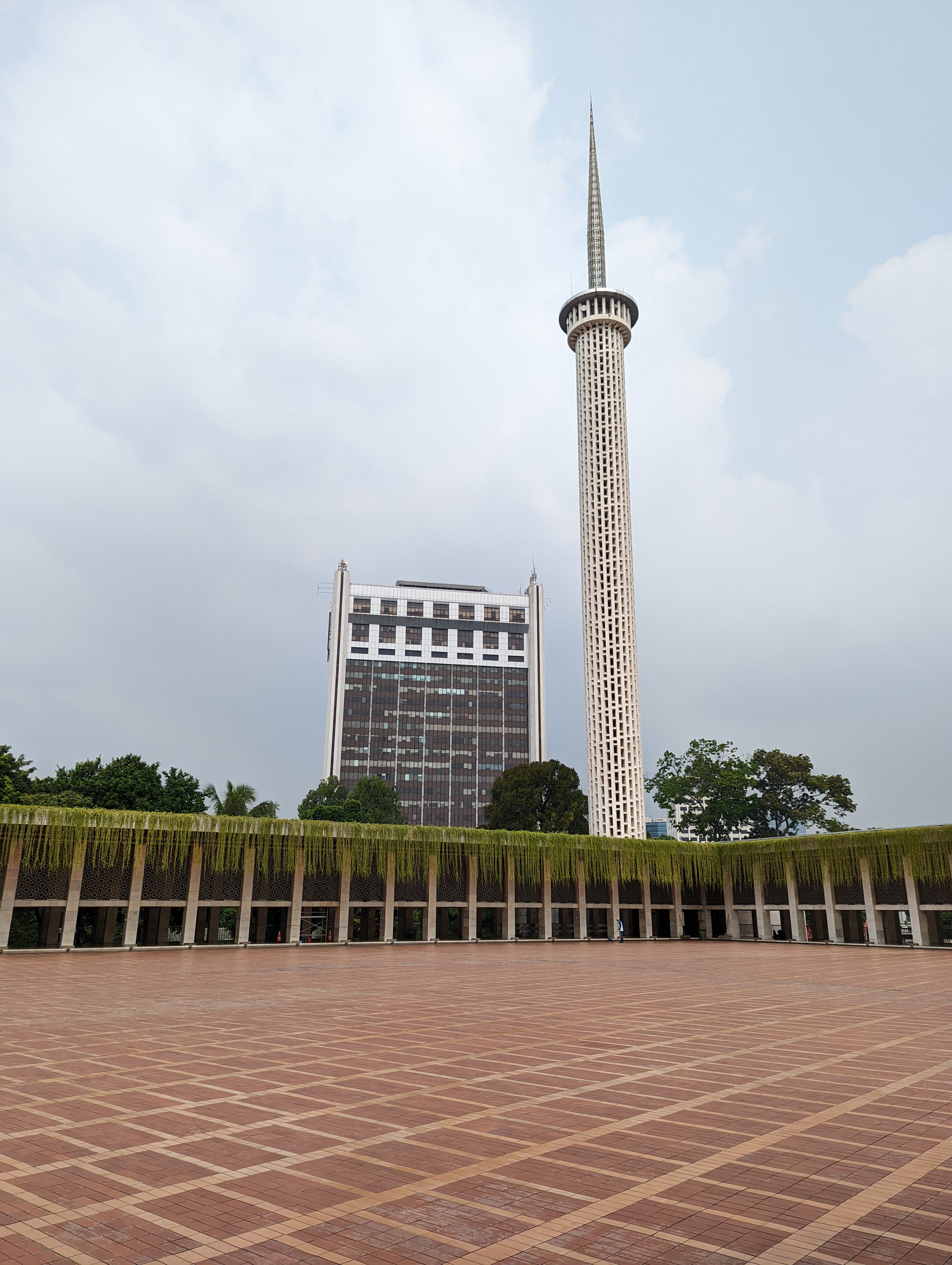
Mezquita de Istiqlal

### Religión
86 % de los habitantes de Yakarta son musulmanes, perteneciendo prácticamente todos a la vertiente suní; sin embargo también hay unos pocos cientos de chiitas. Algunos residentes musulmanes practican una forma particular de islam que denominan Abangan.
El 10 % de la población son cristianos, siendo 6,5 % protestantes y el 3,5 % restante católicos. El cristianismo llegó a Indonesia en el siglo XVII a través de misioneros neerlandeses y portugueses.
Los hindúes y los budistas componen el 4 % de la población, en su mayoría pertenecientes a la minoría china.
La presencia del islam en Yakarta está profundamente arraigada en la historia de la ciudad, que se remonta a sus primeros días como ciudad portuaria influida por el comercio y el intercambio cultural.  Numerosas mezquitas, que sirven como centros de culto, reuniones comunitarias y educación religiosa, salpican el paisaje urbano.  Las tradiciones y festivales islámicos, como Eid al-Fitr y Eid al-Adha, se celebran con gran entusiasmo en toda la ciudad, y desempeñan un papel importante en la vida social y cultural de los yakarteses.   
El cristianismo, introducido en Indonesia a través del comercio y la colonización, tiene una presencia arraigada en Yakarta.  La ciudad alberga varias denominaciones cristianas, incluidas diversas denominaciones protestantes y la Iglesia católica, que sirven a sus respectivas comunidades.  Los cristianos de Yakarta celebran la Navidad y otras fiestas cristianas, lo que contribuye al ambiente festivo de la ciudad.   

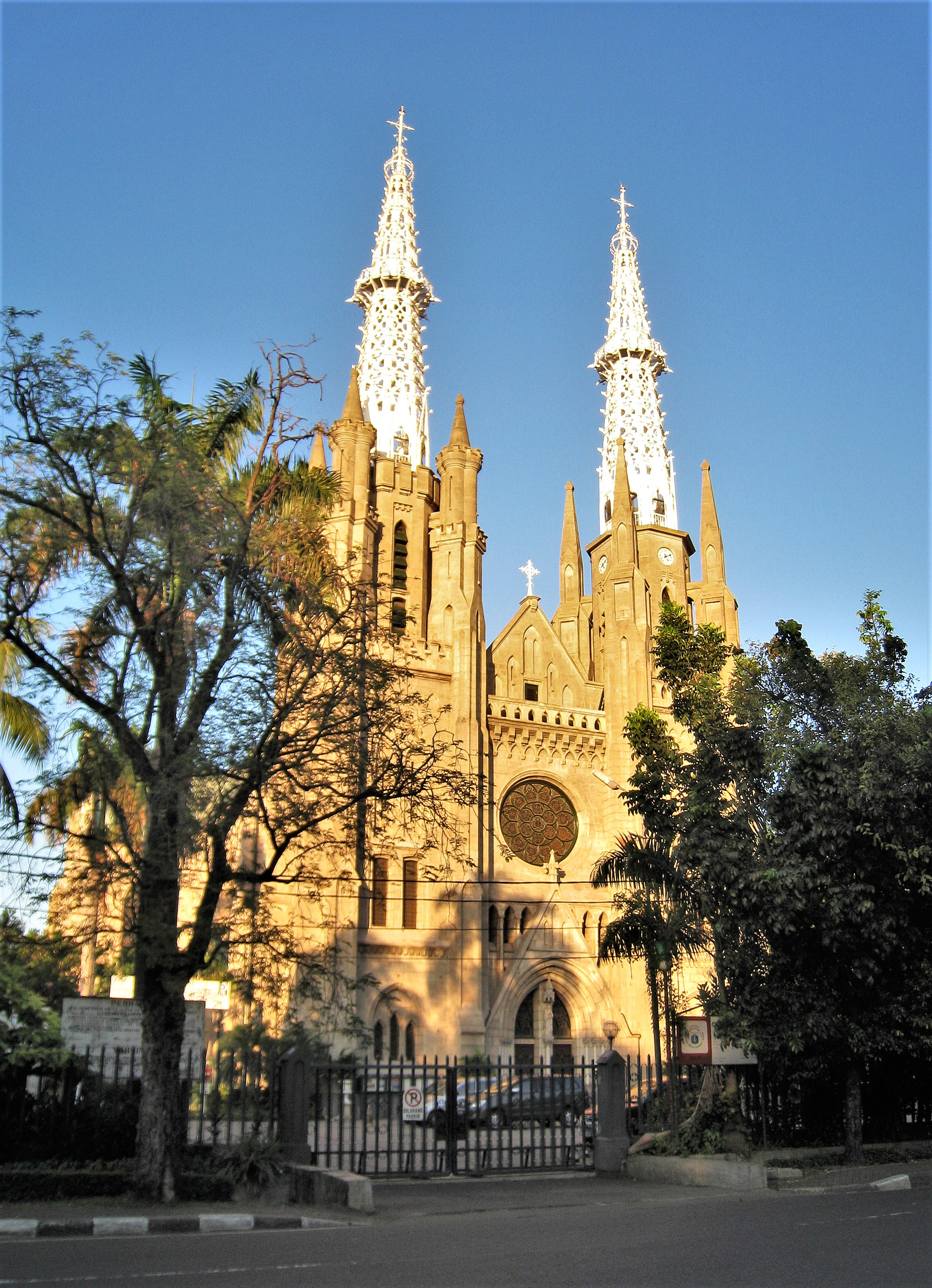
Catedral de Nuestra Señora de la Asunción en Yakarta

El budismo, originario de la India, tiene muchos seguidores en Yakarta, sobre todo entre la comunidad indonesia china.  Hay templos y monasterios budistas por toda la ciudad, que son lugares de culto y meditación para los budistas.  Los budistas de Yakarta celebran festivales como el Vesak, que contribuye a la diversidad religiosa de la ciudad.   
El hinduismo, aunque practicado por un porcentaje menor de la población en comparación con el islam, el cristianismo y el budismo, tiene una conexión histórica con la región.  En Yakarta hay pequeñas comunidades y templos hindúes, que atienden sobre todo las necesidades de las poblaciones indonesia balinesa e india.  Los hindúes de Yakarta celebran festivales y tradiciones hindúes, que se suman al mosaico cultural de la ciudad.   
El confucianismo, también seguido principalmente por la comunidad indonesia china, está presente en Yakarta.  En algunas zonas de la ciudad hay templos y lugares de culto confucianos.  Los valores y tradiciones confucianos desempeñan un papel en las prácticas culturales de algunos yakartíes.   
La Constitución indonesia garantiza la libertad religiosa, y el gobierno promueve la tolerancia y la armonía religiosas.  Se fomentan el diálogo y la cooperación interconfesionales, y varias organizaciones e iniciativas trabajan para promover la comprensión y el respeto entre las distintas comunidades religiosas.  Aunque pueden surgir tensiones ocasionales, el ambiente general en Yakarta es de pluralismo religioso y coexistencia.   

La diversidad religiosa de Yakarta contribuye al rico patrimonio cultural de la ciudad, influyendo en su arte, música, cocina y costumbres sociales.  Las diversas comunidades religiosas de Yakarta desempeñan un papel activo en la vida cívica, contribuyendo a los programas de bienestar social y a las iniciativas de desarrollo comunitario.  El paisaje religioso de la ciudad refleja su carácter dinámico y multicultural, haciendo de Yakarta un lugar fascinante para explorar y experimentar.

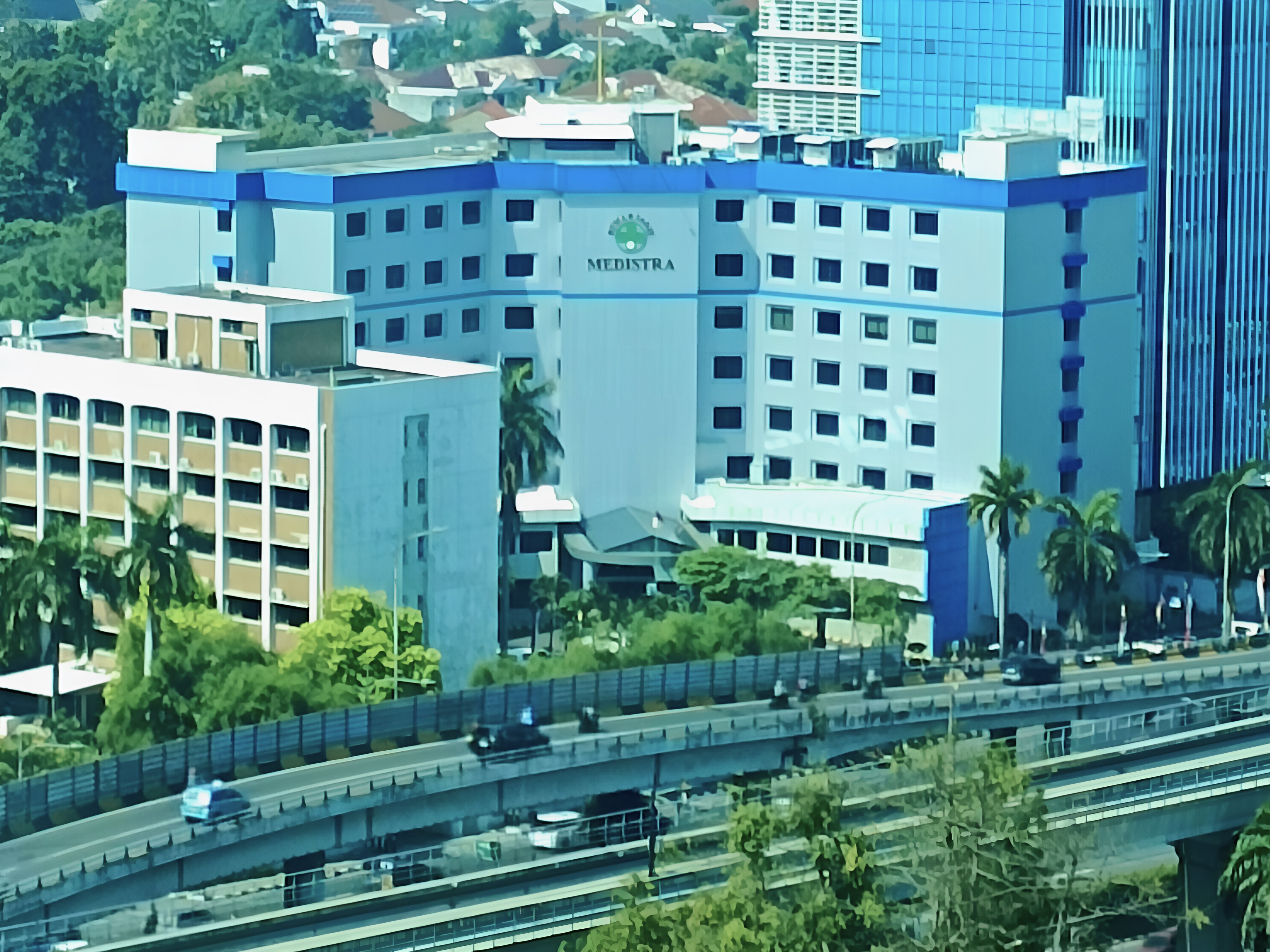
El Hospital Medistra

### Sanidad
Yakarta, la extensa capital de Indonesia, se enfrenta a un panorama sanitario complejo y polifacético, con el reto de proporcionar una asistencia sanitaria adecuada y accesible a su numerosa y diversa población.  El sistema sanitario de la ciudad es una mezcla de instalaciones públicas y privadas, desde hospitales públicos y centros de salud comunitarios (puskesmas) hasta hospitales privados, clínicas y médicos individuales.  Aunque se han hecho avances en tecnología médica e infraestructuras, persisten disparidades significativas en el acceso, la asequibilidad y la calidad de la atención.
La asistencia sanitaria pública en Yakarta la presta principalmente el gobierno, con el objetivo de atender a la población en general, sobre todo a la de nivel socioeconómico bajo.  Los Puskesmas, situados en comunidades de toda la ciudad, ofrecen servicios de atención primaria, como reconocimientos médicos básicos, vacunaciones y servicios de salud maternoinfantil.  Los hospitales públicos ofrecen una gama más amplia de servicios, como consultas de especialistas y atención hospitalaria.  Sin embargo, los centros públicos se enfrentan a menudo a problemas como el hacinamiento, los largos tiempos de espera, la escasez de recursos y la calidad desigual de la atención.
La sanidad privada desempeña un papel importante en el sistema sanitario de Yakarta.  Los hospitales y clínicas privados ofrecen una gama más amplia de servicios, a menudo con citas más rápidas, instalaciones modernas y atención especializada.  Sin embargo, la sanidad privada suele ser más cara, lo que la hace menos accesible para una parte importante de la población.  El elevado coste de los tratamientos privados puede ser un obstáculo importante para muchos yakartíes, sobre todo para los que carecen de seguro médico.

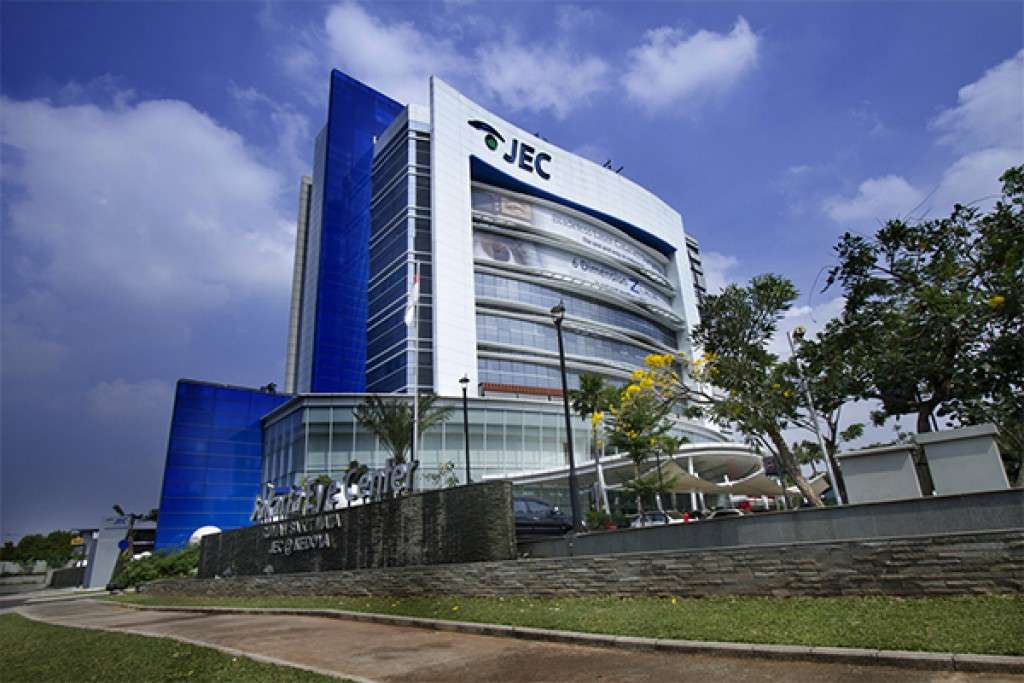
El Hospital JEC de Yakarta

El acceso a la atención sanitaria en Yakarta está desigualmente distribuido, y las zonas urbanas suelen tener mejor acceso que las zonas periurbanas o rurales que rodean la ciudad.  Las disparidades socioeconómicas también contribuyen a la desigualdad de acceso, ya que las personas más ricas tienen más opciones de recibir una atención de calidad que las de los grupos con menos ingresos.  Hacer frente a estas desigualdades sigue siendo un reto importante para el sistema sanitario de la ciudad.
Yakarta se enfrenta a una doble carga de morbilidad, con enfermedades transmisibles y no transmisibles que plantean importantes retos de salud pública.  Las transmisibles, como el dengue, la malaria, la fiebre tifoidea y la tuberculosis, siguen siendo frecuentes, sobre todo en zonas densamente pobladas con saneamiento e higiene inadecuados.  Las enfermedades no transmisibles, como las enfermedades cardiovasculares, la diabetes, el cáncer y las enfermedades respiratorias crónicas, también están aumentando, impulsadas por los cambios en el estilo de vida, la urbanización y los factores medioambientales.
La salud maternoinfantil es un área crítica en el sistema sanitario de Yakarta.  Se están haciendo esfuerzos para mejorar los servicios de salud materna, reducir las tasas de mortalidad materna y garantizar el acceso a la atención prenatal y postnatal.  Los programas de salud infantil se centran en la vacunación, la nutrición y la prevención y el tratamiento de enfermedades infantiles.  Sin embargo, sigue siendo difícil llegar a todos los segmentos de la población, especialmente a los de las comunidades desatendidas.

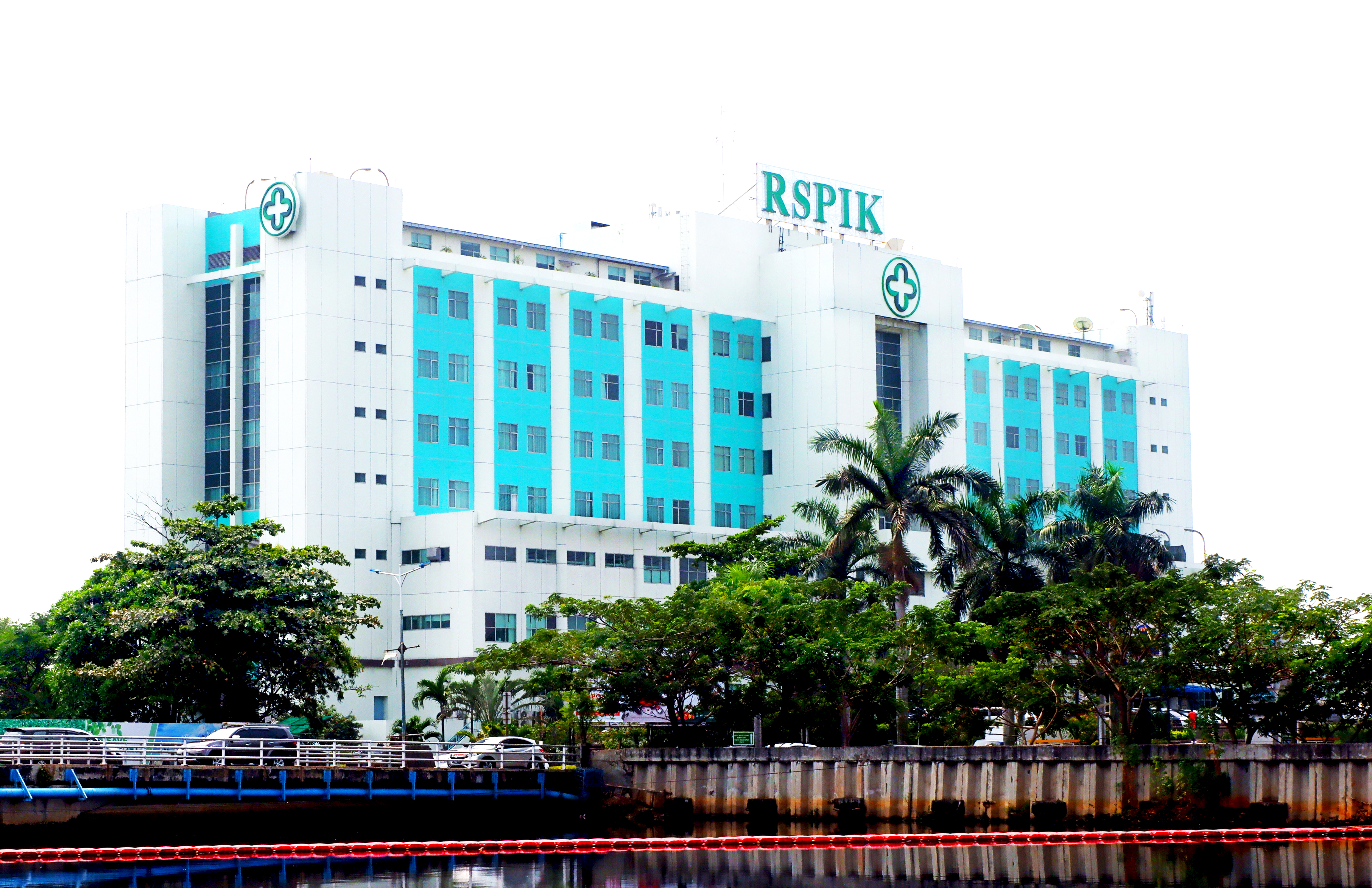
Edificio del Hospital Pantai Indah Kapuk

La salud mental es un área de preocupación cada vez más reconocida en Yakarta.  Aunque la concienciación sobre los problemas de salud mental es cada vez mayor, el acceso a los servicios de salud mental sigue siendo limitado y persiste el estigma que rodea a las enfermedades mentales.  Abordar las necesidades de salud mental de la población requiere una mayor inversión en servicios de salud mental, formación de profesionales de la salud mental y esfuerzos para reducir el estigma y promover el bienestar mental.
El gobierno provincial de Yakarta y varias organizaciones no gubernamentales (ONG) trabajan para mejorar el acceso y la calidad de la atención sanitaria en la ciudad.  Las iniciativas se centran en reforzar las infraestructuras de salud pública, aumentar el número de profesionales sanitarios, mejorar los mecanismos de financiación de la atención sanitaria, promover la atención sanitaria preventiva y concienciar sobre los problemas de salud.  La colaboración entre el gobierno, el sector privado y las ONG es crucial para abordar los complejos retos sanitarios a los que se enfrenta Yakarta y garantizar mejores resultados sanitarios para todos sus habitantes.
Un estudio reveló que «menos de un cuarto de la población recibe fuentes mejoradas de agua. El resto depende de una variedad de fuentes, incluyendo ríos, lagos y vendedores privados de agua. Poco más de 7,2 millones de personas viven sin agua limpia». Además, a causa de las inundaciones que suelen azotar la ciudad, las posibilidades de que enfermedades como la diarrea y disentería broten en Yakarta son altas tras las lluvias torrenciales. Ocurre lo mismo con muchas otras enfermedades provocadas por ratas.

### Educación

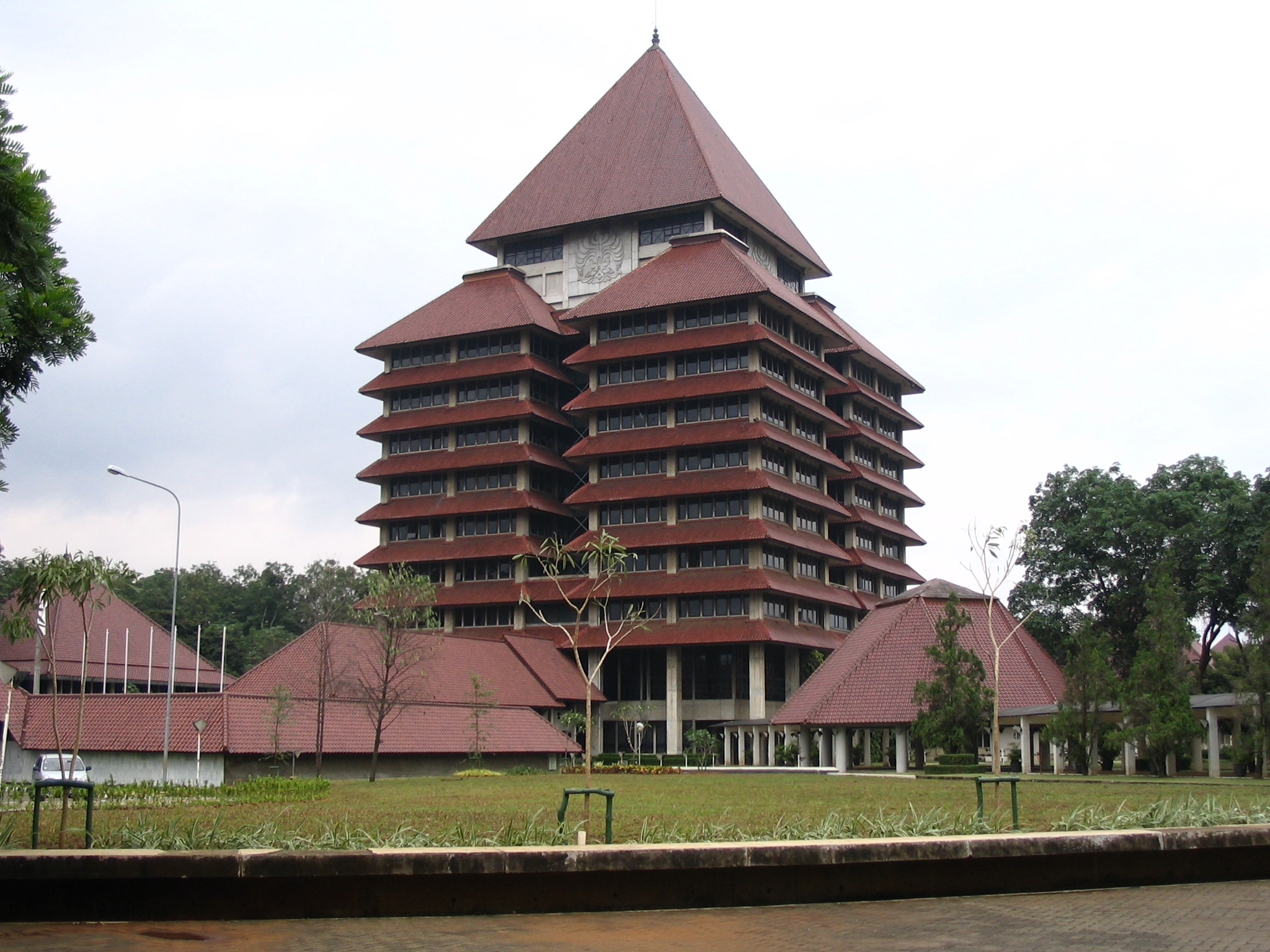
Edificio administrativo de la Universitas Indonesia.

Como capital y mayor ciudad del país, Yakarta atrae a una gran cantidad de estudiantes de toda Indonesia. De forma similar a otras grandes ciudades de países asiáticos en desarrollo, hay muchas escuelas profesionales. Para la educación básica, hay una gran variedad de escuelas primarias y secundarias, divididas en públicas, privadas y escuelas internacionales. Tres de las principales escuelas internacionales situadas en Yakarta son Escuela internacional de Yakarta, Escuela de Bina Bangsa y Escuela Internacional Conmemorativa de Gandhi.
La ciudad es sede de numerosas universidades, de las que la más antigua dirigida por el gobierno es la Universidad de Indonesia (UI); de las muchas universidades privadas la más antigua es Universitas Nasional (UNAS). Las siguientes universidades tienen sede en la ciudad:
- Universitas Indonesia
- Universitas Trisakti
- Universitas Bina Nusantara
- Universitas Kristen Indonesia
- Universitas Muhammadiyah Jakarta
- Universitas Katolik Indonesia Atma Jaya

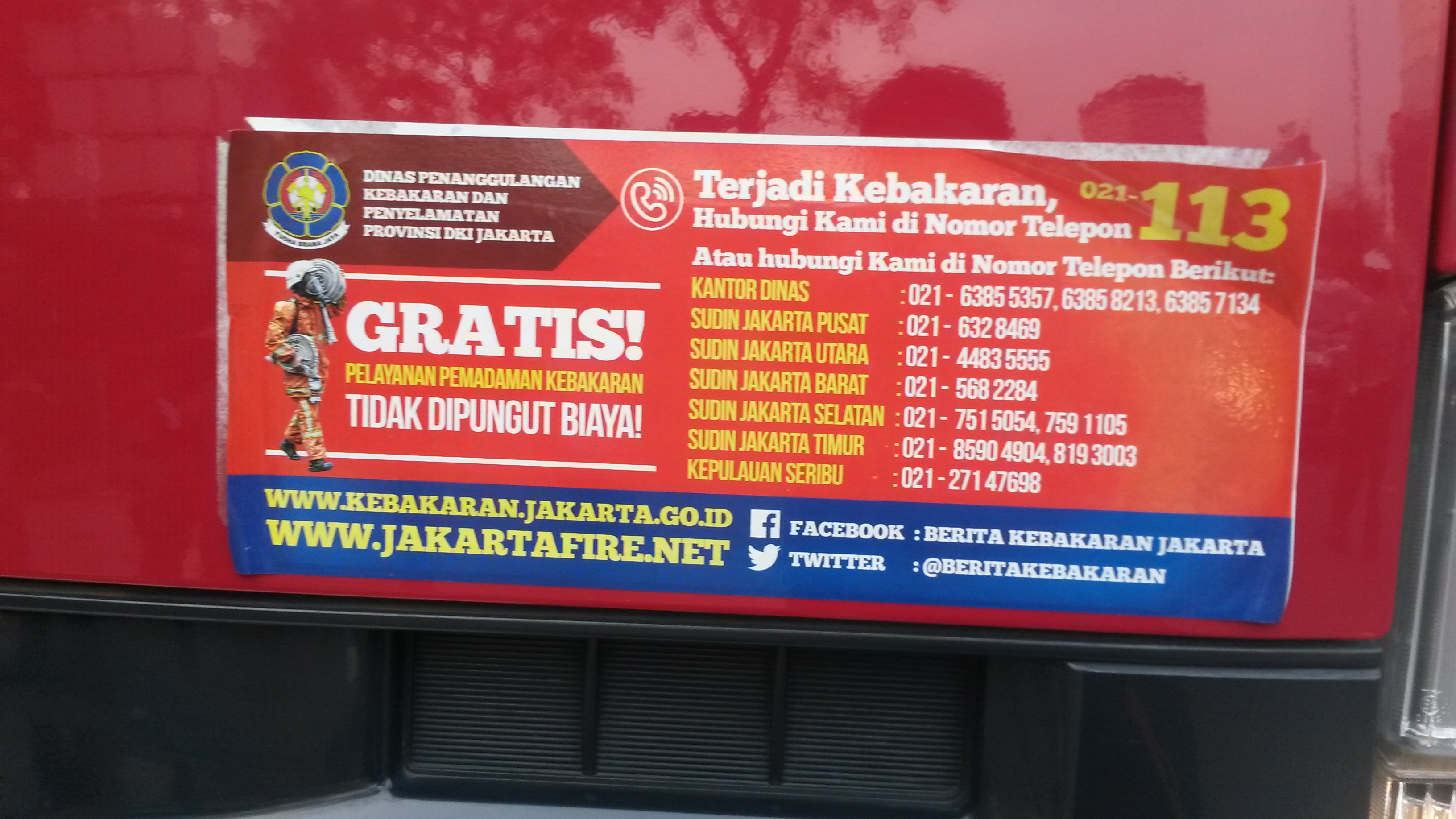
Un cartel en Yakarta escrito en Indonesio

- Universitas Jayabaya
- Universitas Gunadarma
- Universitas Pembangunan Nasional

### Lenguas
El indonesio es la lengua oficial y dominante de Yakarta, mientras que muchos ancianos hablan neerlandés o chino mandarín, según su educación. El inglés se utiliza como lengua extranjera para comunicarse, sobre todo en el centro y el sur de Yakarta. Cada uno de los grupos étnicos utiliza su lengua materna en casa, como el betawi, el javanés y el sondanés. La lengua betawi es distinta de las del sundanés o el javanés, formando por sí misma una isla lingüística en los alrededores. Se basa principalmente en el dialecto malayo oriental y se enriquece con préstamos de palabras del neerlandés, portugués, sundanés, javanés, chino y árabe. Con el tiempo, muchas palabras y frases betawi se integraron en el indonesio como jerga de Yakarta y son utilizadas por la mayoría de la gente, independientemente de su origen étnico. Ahora es popular no sólo en Yakarta, sino en toda Indonesia.

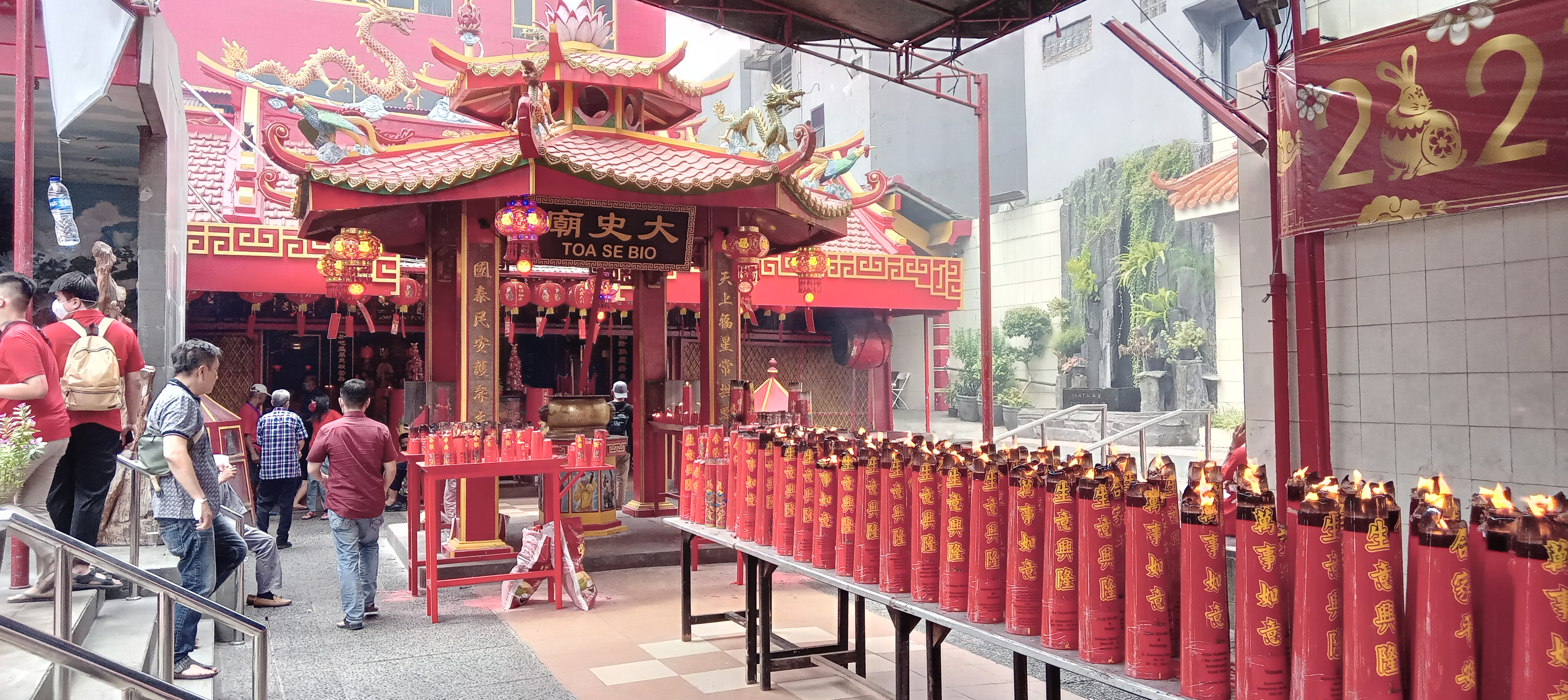
Carteles en Chino en Yakarta

Los chinos de Yakarta hablan principalmente indonesio e inglés debido a una estricta prohibición lingüística durante la época del Nuevo Orden de Suharto; los mayores pueden hablar con fluidez el dialecto hokkien y el mandarín, mientras que la generación más joven domina el indonesio y el inglés, algunos educados en mandarín. Con la reciente urbanización de las comunidades chinas de varias zonas rurales de Indonesia, otros dialectos chinos se han incorporado a la comunidad china de Yakarta, como el hakka, el teochew y el cantonés. El hokkien, que procede principalmente de Sumatra (Medan, Bagansiapiapi, Batam), se habla sobre todo en el norte de Yakarta, como en Pantai Indah Kapuk, Pluit y Kelapa Gading, mientras que el hakka y el teochew, derivados de las comunidades chinas de Pontianak y Singkawang, se hablan principalmente en el oeste de Yakarta, como en Tambora y Grogol Petamburan. Los batak de Yakarta hablan sobre todo indonesio, mientras que la generación de más edad tiende a hablar sus lenguas nativas, como el batak toba, el mandailing y el karo, dependiendo de los pueblos y lugares ancestrales del norte de Sumatra de los que procedan. Los minangkabau hablan principalmente minangkabau junto con indonesio.

## Problemas

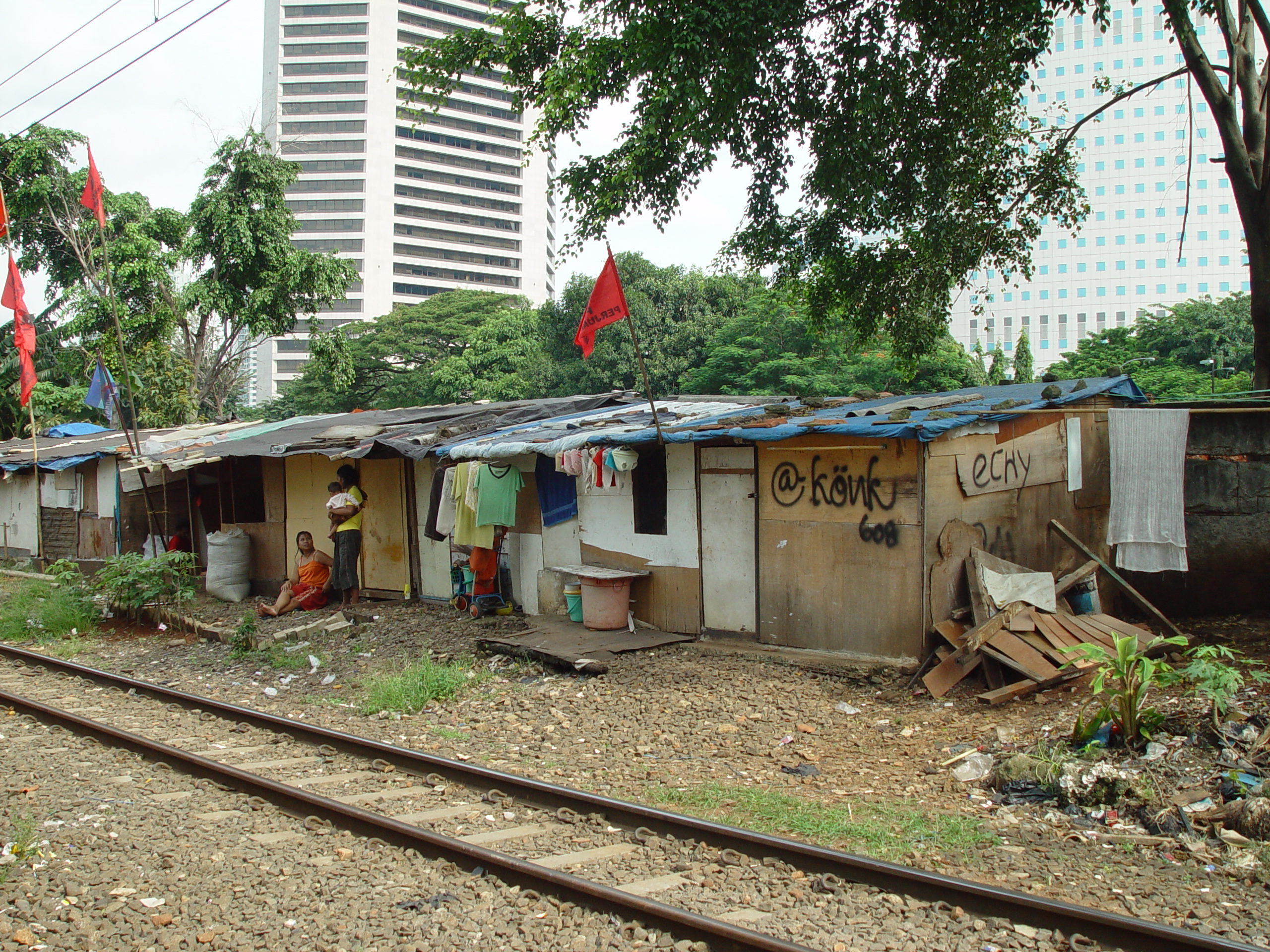
Las dos caras de Yakarta: los rascacielos y las chabolas. Un tercio de la población de Yakarta vive en la pobreza.

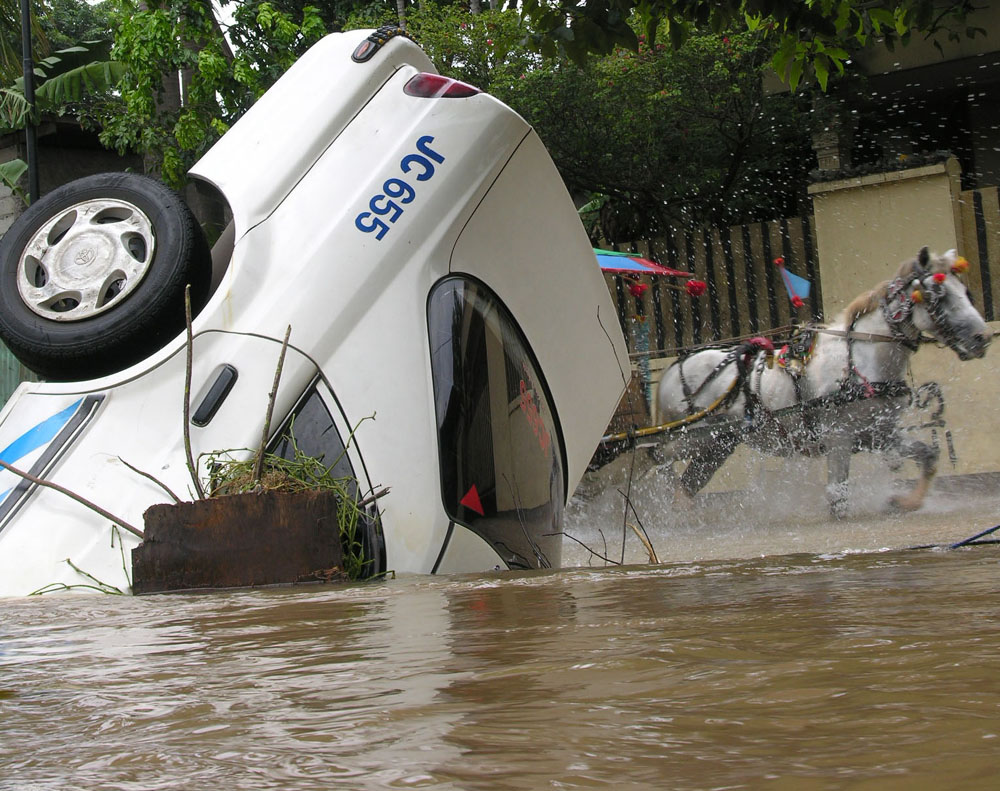
Las inundaciones de febrero de 2007 en Yakarta.

### Inundaciones
Durante la época de lluvias, Yakarta sufre inundaciones debido a tubos obstruidos de aguas residuales, deforestación de los rápidamente urbanizados Bogor y Depok y el hecho de que el 40 % se encuentra bajo el nivel del mar. En 1996 la ciudad experimentó unas terribles inundaciones cuando 5000 hectáreas quedaron anegadas. Sin embargo, las peores inundaciones que se recuerdan en la ciudad ocurrieron en febrero de 2007. Las pérdidas en cuanto a infraestructuras y los ingresos del estado fueron de al menos 5,2 trillones de rupias (unos 572 millones de dólares), al menos 80 personas perecieron y alrededor de 350.000 habitantes se vieron obligados a dejar sus hogares. Más del 60 % del área total de Yakarta quedó completamente inundada y el nivel del agua llegó a alcanzar cuatro metros de altura en algunas zonas de la ciudad.
El suelo de Yakarta se está hundiendo debido principalmente a la extracción del agua subterránea, lo que provoca aún más inundaciones. En el norte de la ciudad, la media de subsidencia es de entre 15 y 20 centímetros al año. Este problema junto con el de la congestión vial hizo que en 2019 las autoridades indonesias anunciaron la posibilidad de trasladar la capital administrativa del país. Se planteó crear un distrito administrativo en otro barrio Yakarta, o reubicar la capital administrativa en una de las ciudades satélite de Yakarta o moverla fuera de la isla de Java.

## Transporte
Yakarta es una de las ciudades más pobladas del mundo y sufre de problemas de transporte. En Indonesia la mayoría del transporte es proporcionado por bemos, que son minibuses de gestión privada.
Desde 2004, y bajo el gobierno de Sutiyoso, la ciudad estrenó un nuevo sistema de autobuses denominado «TransJakarta» y en 2007 vio como era abandonado su monorriel. 

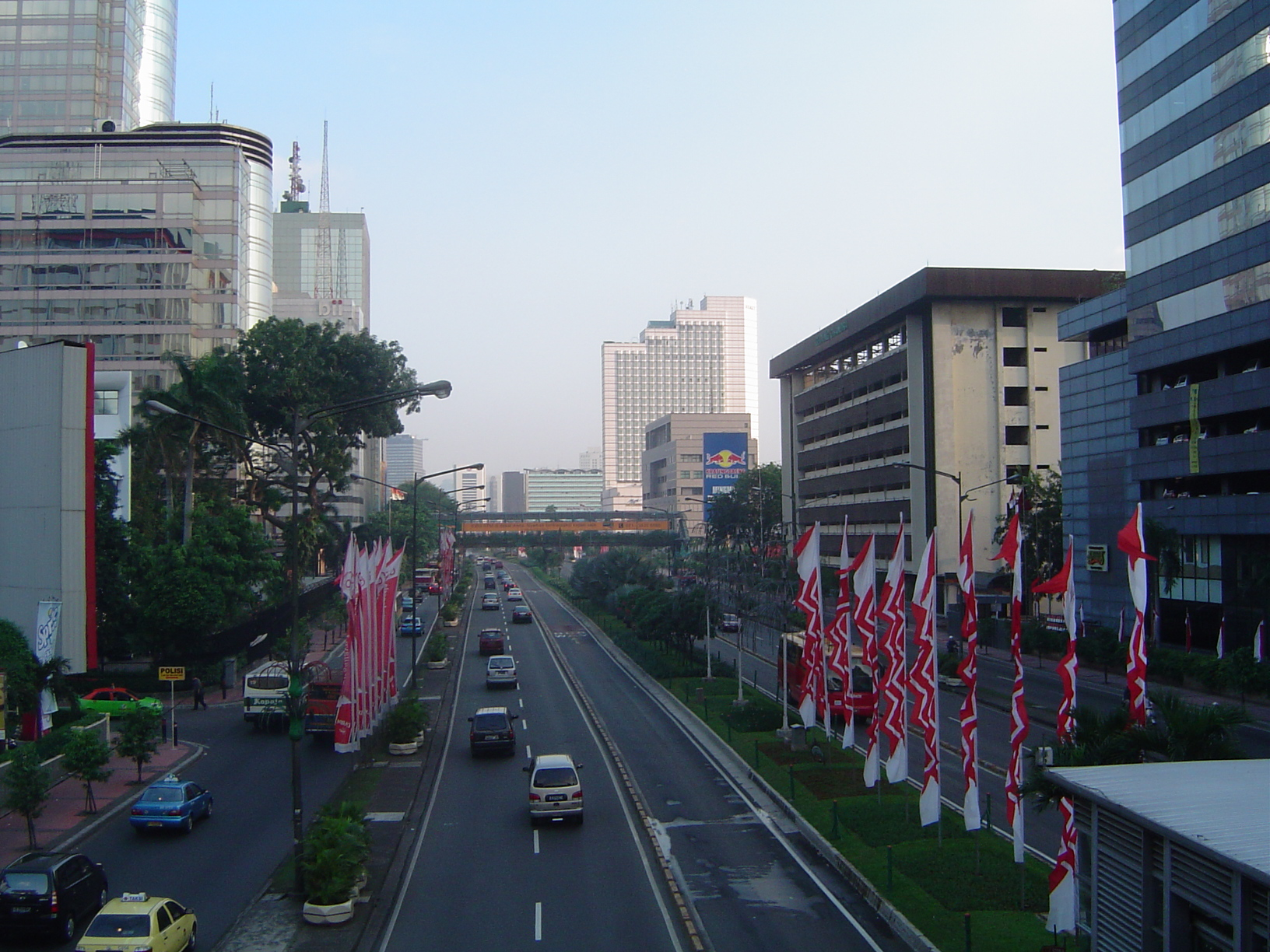
Centro de Yakarta.

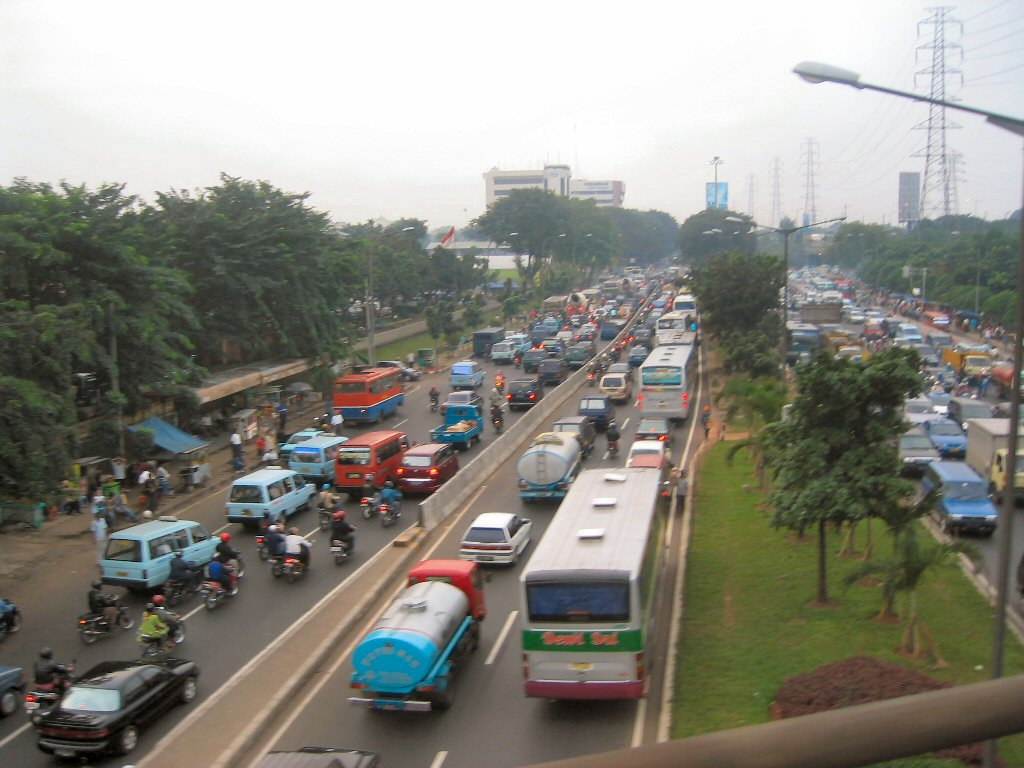
Imagen del tráfico de Yakarta en hora punta.

### Carreteras
A pesar de que existen amplias carreteras, Yakarta sufre de la congestión debido al tráfico pesado, especialmente en el distrito central de negocios. Para reducir los atascos de tráfico, algunas de las principales carreteras en Yakarta tienen la llamada regla de «tres en uno», la cual entra en funcionamiento durante horas punta; se introdujo por primera vez en 1992 y prohíbe que haya menos de tres pasajeros por coche en determinadas carreteras.
Los autorickshaw, llamados bajaj en indonesio, proporcionan el transporte local en algunas partes de la ciudad. Desde comienzos de los años 1940 a 1991 fueron una forma común de transporte local en la ciudad. En 1966, se estimó que 160 000 rickshaws operaban en la ciudad y el quince por ciento de la mano de obra total de Yakarta se dedicaba a la conducción de rickshaws. 
En 1971, fueron prohibidas las rickshaws de las principales carreteras, y poco después el gobierno intentó una prohibición total, lo que redujo sustancialmente su número, pero no su completa eliminación. Una campaña especialmente agresiva para eliminarlas triunfó finalmente entre 1990 y 1991, pero durante la crisis económica de 1998 algunos regresaron aprovechando la poca efectividad de ese gobierno por controlar estos medios de transporte.
Una de las últimas apuestas por reducir el caos en el tráfico de la ciudad fue la de plantear autopistas elevadas y de peaje al estilo de Bangkok y Shanghái, dos megalópolis asiáticas con los mismos problemas de tráfico. A partir de 2009 se construirán más de 70 kilómetros de carreteras elevadas y para ello se invertirán 40 billones de rupias, unos 4200 millones de dólares.
El servicio de TransJakarta opera mediante una línea de autobús especial llamada busway. La red de busway es ideal para rutas muy congestionadas de la ciudad y es, relativamente, una alternativa eficaz para los viajes en Yakarta. La construcción del segundo y tercer recorrido del busway se completó en 2006, uniendo los kecamatanes de Pulo Gadung y Kalideres. La ruta entre el centro comercial Blok M y la estación Jakarta Kota lleva operativa desde enero de 2004.

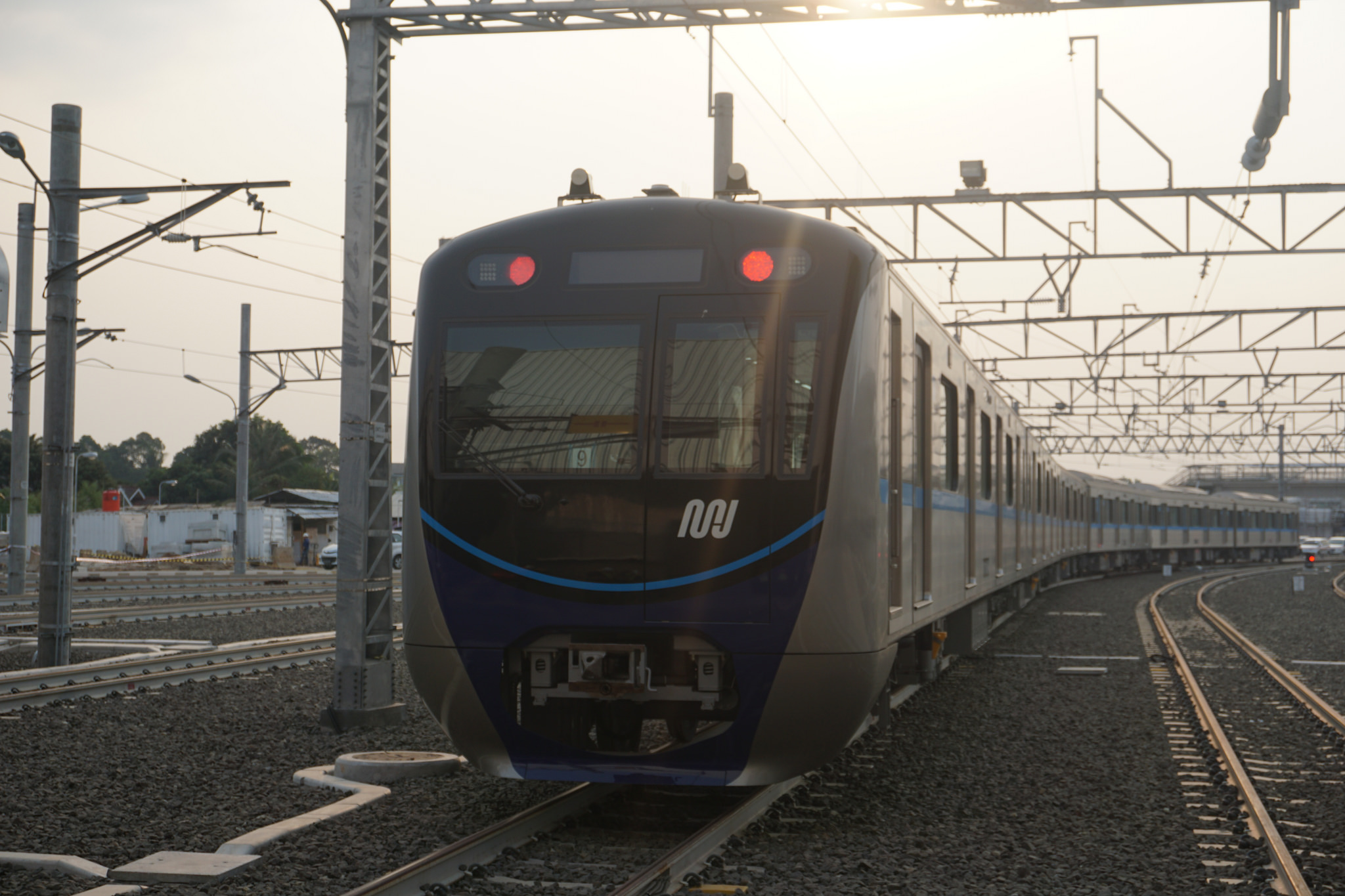
El Metro de Yakarta fue inaugurado el 19 de marzo del 2019, convirtiéndose en el primer sistema de Metro en Indonesia, tiene una línea operativa que recorre los lugares de Lebak Bulus hasta Bundaram Hi, se esperan muchas ampliaciones a futuro para descongestionar la ciudad.

Por otra parte, se está construyendo una carretera de circunvalación y estará operativa, en parte, en los subdistritos de Cilincing-Cakung-Pasar Rebo-Pondok Pinang-Daan Mogot-Cengkareng. Una carretera de peaje conecta Yakarta con el aeropuerto internacional Soekarno-Hatta en el norte de la ciudad. También conectado vía carretera de peaje será el puerto de Merak y Tangerang con el oeste, y Bekasi, Cibitung, Karawang, Purwakarta y Bandung con el este.

### Ferrocarril
Aún existiendo ferrocarril, el servicio que proporciona no es el necesitado por la población. En horas punta los trenes van sobrecargados. Las líneas conectan la ciudad central con su área metropolitana: Depok y Bogor al sur, Tangerang y Serpong al oeste y Bekasi, Karawang y Cikampek al este. Las mayores estaciones de ferrocarril están en Gambir, Jatinegara, Manggarai y Jakarta Kota.

### Aéreo
El único aeropuerto comercial de Yakarta es el Aeropuerto Internacional Soekarno-Hatta; conjuntamente con el aeropuerto de Ngurah Rai de Bali, son los dos mayores aeropuertos de Indonesia.

### Infraestructura
Dos empresas privadas, PALYJA y Aetra, suministran agua corriente en la mitad occidental y oriental de Yakarta, respectivamente, en virtud de contratos de concesión de 25 años firmados en 1998. Una sociedad pública de cartera denominada PAM Jaya es la propietaria de las infraestructuras. El 80% del agua distribuida en Yakarta procede del sistema de canales de West Tarum, desde el embalse de Jatiluhur, en el río Citarum, a 70 km al sureste de la ciudad. El suministro de agua fue privatizado por el presidente Suharto en 1998 a la empresa francesa Suez Environnement y a la británica Thames Water International. Ambas compañías vendieron posteriormente sus concesiones a empresas indonesias. El crecimiento de la clientela en los primeros siete años de las concesiones había sido menor que antes, posiblemente debido a los sustanciales aumentos de tarifas ajustados a la inflación durante este periodo. En 2005, se congelaron las tarifas, lo que llevó a las empresas privadas de agua a reducir sus inversiones.
Según PALYJA, el índice de cobertura del servicio aumentó sustancialmente del 34% (1998) al 65% (2010) en la mitad occidental de la concesión. Según datos del Organismo Regulador del Suministro de Agua de Yakarta, el acceso en la mitad oriental de la ciudad atendida por PTJ aumentó de alrededor del 57% en 1998 a cerca del 67% en 2004, pero se estancó después. Sin embargo, otras fuentes citan cifras de acceso mucho más bajas para el suministro de agua corriente a las viviendas, excluyendo el acceso proporcionado a través de bocas de riego públicas: un estudio estimó que el acceso era tan bajo como el 25 % en 2005, mientras que otro estimó que era tan bajo como el 18,5 % en 2011. Aquellos que no tienen acceso a agua corriente obtienen agua principalmente de pozos que a menudo son salados e insalubres. En 2017, según el Ministerio de Energía y Recursos Minerales, Yakarta sufría una crisis de agua potable.

## Deporte

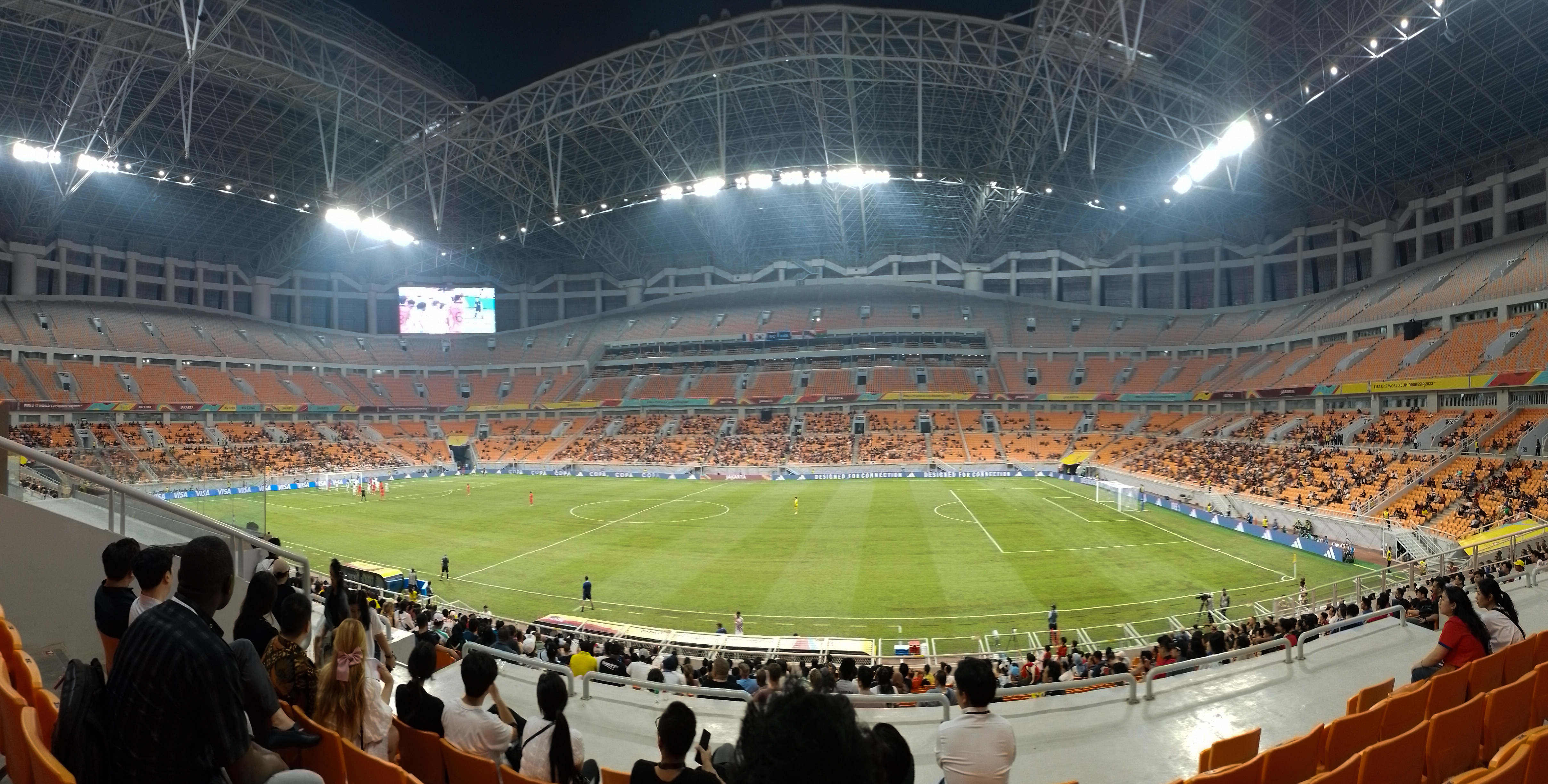
El Estadio Internacional de Yakarta durante un partido entre las selecciones Sub-17 de Estados Unidos y Corea del Sur. El recinto tiene capacidad para 82.000 espectadores

Yakarta fue sede de los Juegos Asiáticos de 1962, y de los Juegos Asiáticos de 2018, coorganizados por Palembang. Yakarta también fue sede de los Juegos del Sudeste Asiático en 1979, 1987, 1997 y 2011 (apoyando a Palembang). El estadio Gelora Bung Karno albergó la fase de grupos, los cuartos de final y la final de la Copa Asiática de 2007 junto con Malasia, Tailandia y Vietnam.
El estadio con techo retráctil de mayor capacidad de Asia, el Estadio Internacional de Yakarta, se encuentra en el distrito de Tanjung Priok y se completó en 2022. Tras el éxito de los Juegos Asiáticos, la ciudad presentó una candidatura para albergar los Juegos Olímpicos de Verano de 2032, pero no entró en la evaluación final y fue adjudicada a Brisbane. De haber sido elegida, habría sido la primera ciudad del Sudeste Asiático en albergar los Juegos Olímpicos de mayores y los primeros que se celebran en la región desde los Juegos Olímpicos de la Juventud de verano de 2010.
El complejo deportivo de Senayan cuenta con varios recintos deportivos, como el estadio de fútbol Bung Karno, el estadio Madya, el Istora Senayan, un estadio acuático, un campo de béisbol, un pabellón de baloncesto, un campo de tiro y varias pistas de tenis cubiertas y al aire libre. El complejo Senayan se construyó en 1960 para albergar los Juegos Asiáticos de 1962. En cuanto al baloncesto, el Kelapa Gading Sport Mall de Kelapa Gading, al norte de Yakarta, con capacidad para 7.000 espectadores, es el estadio de la selección nacional de baloncesto de Indonesia. 

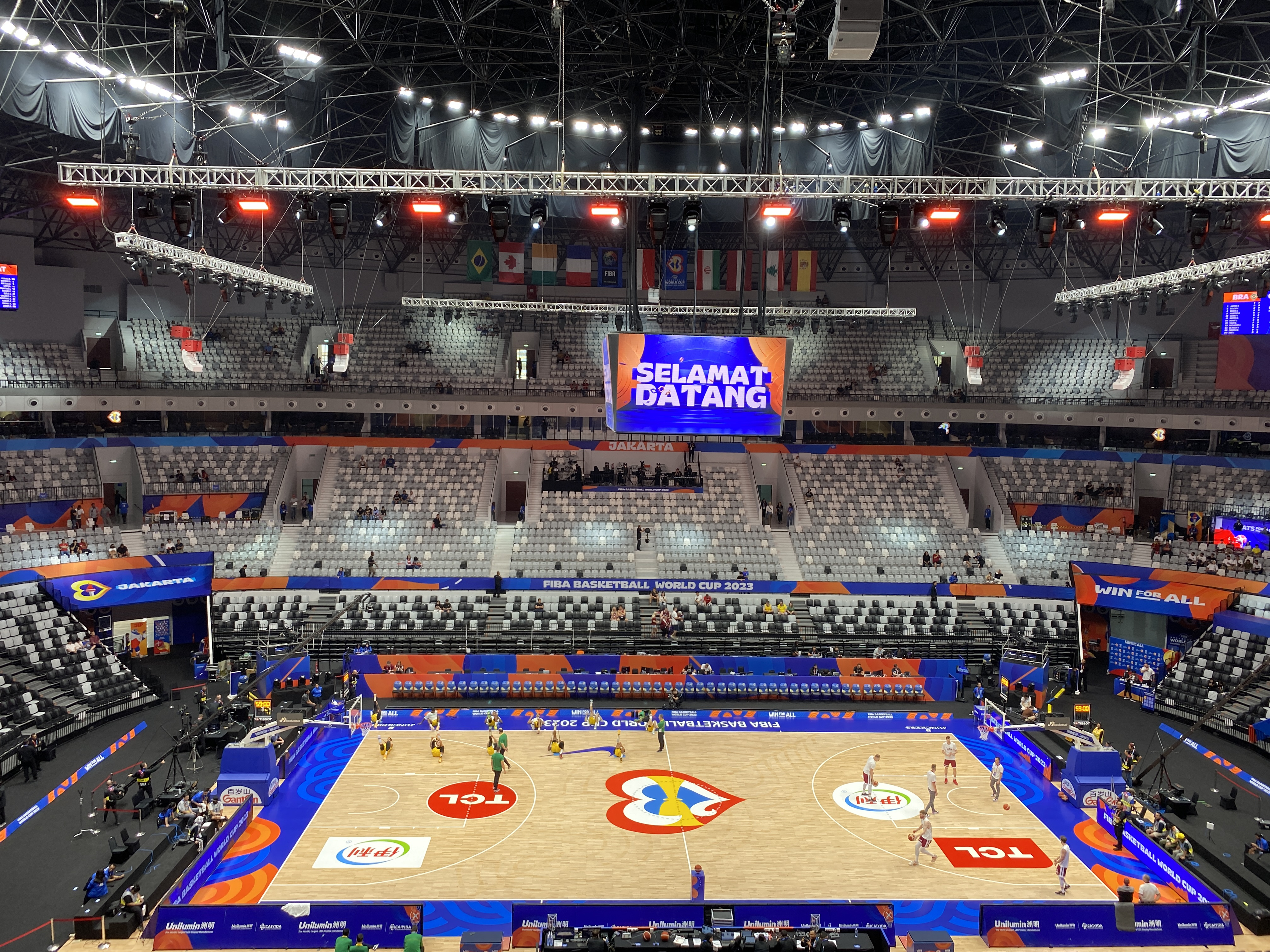
El Indonesia Arena durante un partido de Baloncesto entre Brasil y Letonia

El BritAma Arena sirve de campo de juego al Satria Muda Pertamina Yakarta, subcampeón de la liga indonesia de baloncesto en 2017. El Velódromo Internacional de Yakarta es una instalación deportiva situada en Rawamangun, que se utilizó como sede de los Juegos Asiáticos. Tiene un aforo de 3.500 localidades para ciclismo en pista, y de hasta 8.500 para espectáculos y conciertos, que también puede utilizarse para diversas actividades deportivas como voleibol, bádminton y fútbol sala. El Parque Ecuestre Internacional de Yakarta es un recinto para deportes ecuestres situado en Pulomas, que también se utilizó como sede de los Juegos Asiáticos.
Los Días Sin Coches de Yakarta se celebran quincenalmente los domingos en las principales avenidas de la ciudad, Jalan Sudirman y Jalan Thamrin, de 6.00 a 11.00 horas. El Día sin Autos más breve, de 6 a 9 de la mañana, se celebra cada dos domingos.
El evento invita a los peatones locales a hacer deporte y ejercicio y a realizar sus actividades en las calles que suelen estar llenas de tráfico. A lo largo de la carretera que va desde la glorieta de Senayan, en Jalan Sudirman (Yakarta Sur), hasta el monumento «Selamat Datang», en la glorieta del Hotel Indonesia, en Jalan Thamrin (Yakarta Norte), hasta el Monumento Nacional, en Yakarta Central, se impide el paso a los automóviles. Durante el evento, gimnasia matutina, calistenia y ejercicios aeróbicos, partidos de fútbol sala, footing, ciclismo, monopatín, bádminton, kárate, biblioteca en la calle y actuaciones musicales toman las carreteras y los principales parques.

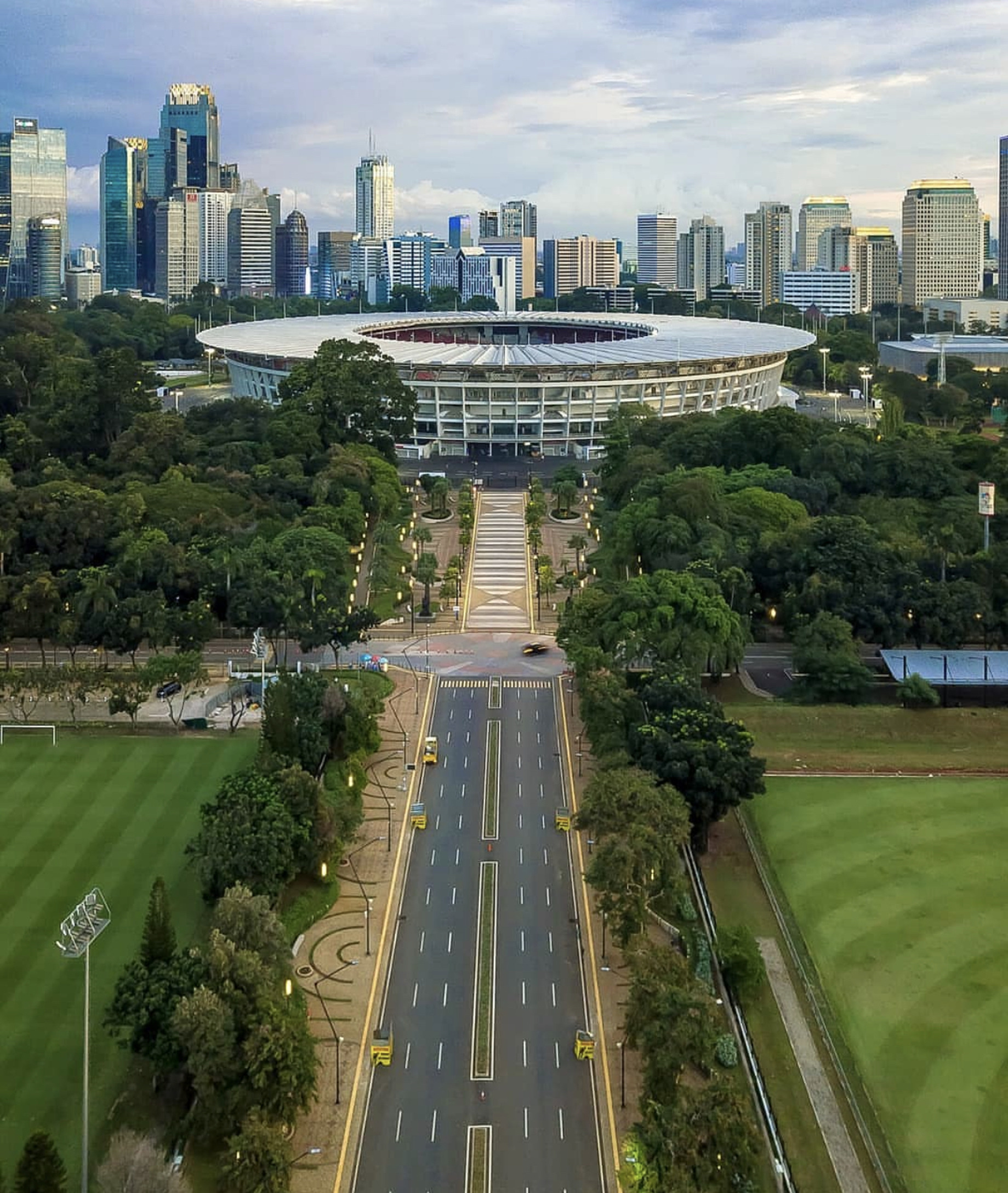
El estadio Gelora Bung Karno tiene capacidad para recibir a 77000 espectadores

El club de fútbol local más popular de Yakarta es el Persija, que juega en la Liga 1. Otro equipo de fútbol de Yakarta es el Persitara, que compite en la Liga 3 y juega en el estadio Tugu.
El Maratón de Yakarta, que se celebra en noviembre, está reconocido por la AIMS y la IAAF. Se estableció en 2013. Aporta turismo deportivo. En 2015 participaron más de 15.000 corredores de 53 países.
Yakarta acogió con éxito la primera carrera ePrix de Yakarta del campeonato de Fórmula E en junio de 2022 en el circuito de Ancol, al norte de Yakarta.

## Cultura
Como capital política y económica de Indonesia, Yakarta atrae a muchos turistas extranjeros y también domésticos. Por ello, Yakarta es una ciudad cosmopolita y con una cultura diversa. Muchos de los inmigrantes de la ciudad provienen de distintas partes de la isla de Java, trayendo consigo una mezcla de dialectos de las lenguas javanesas y sondanesas, así como sus propias comidas y productos típicos.
Yakarta es a veces denominada por los residentes extranjeros como «El Gran Durián». El durián es una fruta tropical con un olor muy distintivo y un sabor ya adquirido. Una animada metrópoli urbana, Yakarta es conocida por su hacinamiento, saturación de tráfico y disparidad de ingresos.

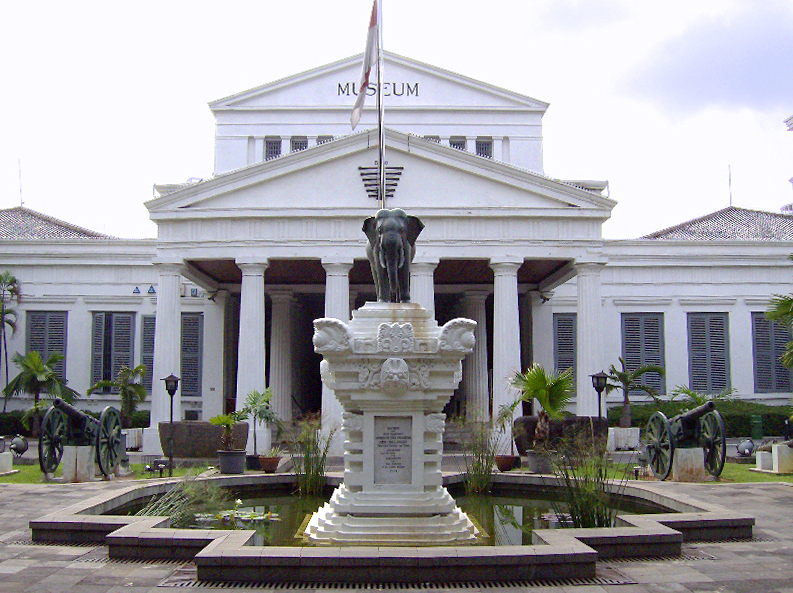
Museo Nacional de Indonesia.

Los betawi (Orang Betawi, o gente de Batavia) es un término usado para describir los descendientes de la población que vive alrededor de Batavia y reconocida como tribu desde el siglo XVIII-XIX. Los betawi son la mayoría descendientes de grupos étnicos sudasiáticos atraídos a Batavia por necesidades laborales e incluye gente de varias partes de Indonesia. El lenguaje y cultura de estos inmigrantes son distintos de los sondaneses o javaneses. La lengua está más basada en un dialecto de los malayos del este y enriquecido por préstamos de palabras del javanés, chino mandarín y árabe. Hoy en día, los dialectos de Yakarta usados por la población en la ciudad está vagamente basado en la lengua betawi.
Hay también una notable comunidad china en Yakarta que lleva varios siglos. Oficialmente representan el 6 % de la población de Yakarta, aunque es posible que esa estimación sea algo baja.
Yakarta tiene varios centros de actuaciones como el Senayan. La música tradicional suele encontrarse en hoteles de lujo, incluyendo el gamelan y el wayang (palabra indonesia y malaya para el teatro). Como la ciudad más habitada y capital del país, Yakarta recibe continuamente talentos en busca de encontrar una mayor audiencia y posibilidades de éxito.

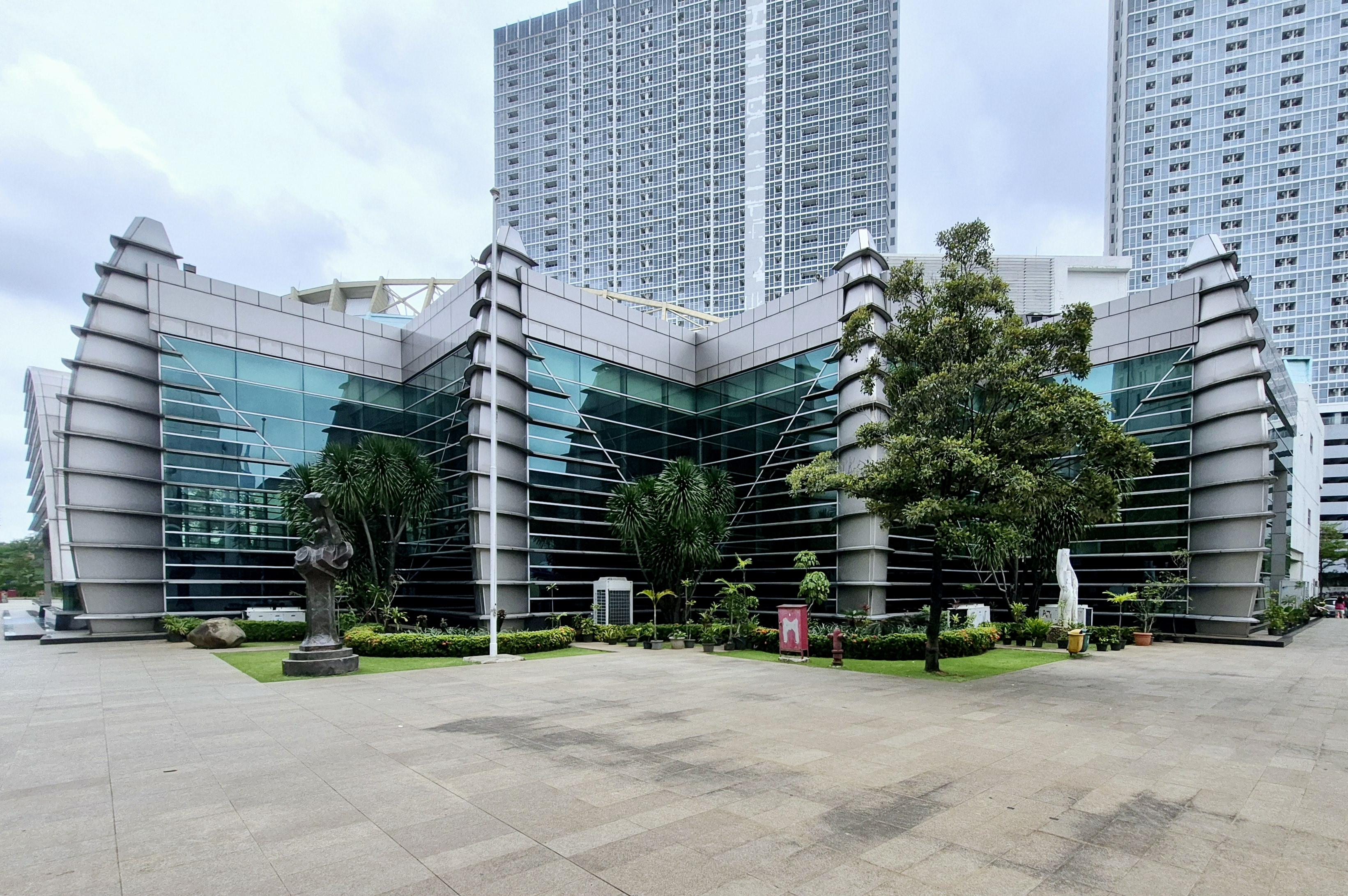
El Teatro Taman Ismail Marzuki

Irónicamente, las artes betawi son raras veces encontradas en la ciudad debido a su bajo perfil y la mayoría de ellas se trasladaron a las fronteras de Yakarta. Es más fácil encontrar ceremonias nupciales javanesas o minang que betawi, al igual que predomina el gamelan javanés que el gamelan kromong (mezcla entre betawi y música china), tranjidor (mezcla entre betawi y música portuguesa) o marawis (mezcla entre betawi y música yamaní). Sin embargo, algunos festivales como el Jalan Jaksa Festival o el Kemang Festival tratan de preservar el arte betawi ivitando a los artistas más representativos de la cultura betawi.
La concentración de riqueza e influencia política en la ciudad es mucho más evidente en su paisaje y cultura, un efecto ilustrado por la presencia en la ciudad de muchas de las principales cadenas de comida rápida internacionales, por ejemplo.

### Arquitectura

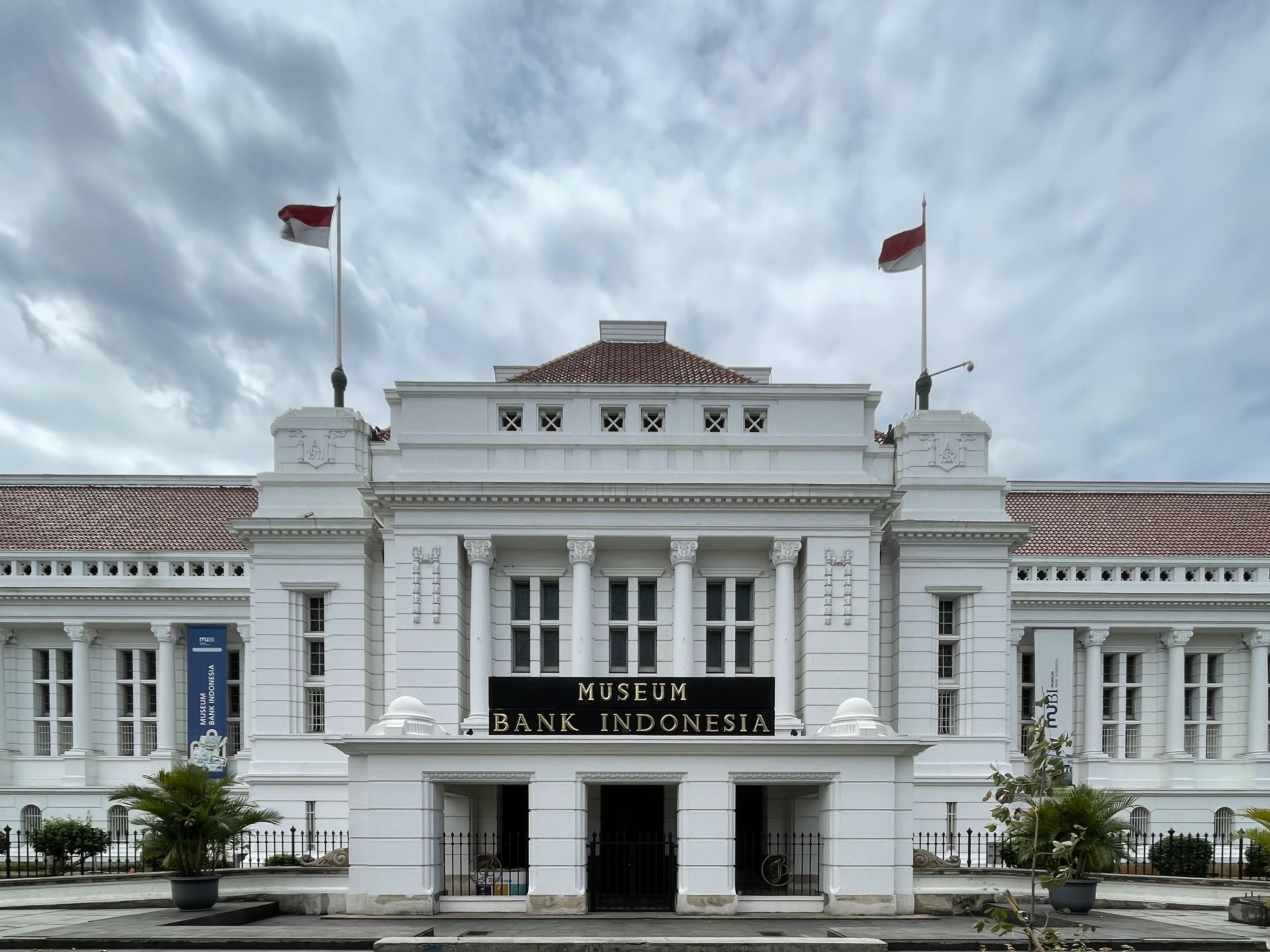
Museo del Banco Indonesia ejemplo de la influencia neerlandesa en la Arquitectura de Yakarta

Yakarta cuenta con edificios arquitectónicamente significativos que abarcan distintos periodos históricos y culturales. Los estilos arquitectónicos reflejan influencias malayas, sundanesas, javanesas, árabes, chinas y holandesas. Las influencias externas informan la arquitectura de la casa betawi. Las casas se construían con madera de nangka (Artocarpus integrifolia) y constaban de tres habitaciones. La forma del tejado recuerda al tradicional joglo javanés. Además, ha aumentado el número de edificios registrados como patrimonio cultural.
Los edificios y estructuras coloniales incluyen los construidos durante el periodo colonial. Los estilos coloniales dominantes pueden dividirse en tres periodos: la Edad de Oro holandesa (del siglo XVII a finales del XVIII), el periodo de estilo de transición (de finales del siglo XVIII al XIX) y el modernismo neerlandés (siglo XX). La arquitectura colonial se manifiesta en casas y villas, iglesias, edificios cívicos y oficinas, concentrados sobre todo en el casco antiguo y el centro de Yakarta. Arquitectos como J.C. Schultze y Eduard Cuypers diseñaron algunos de los edificios más significativos. Entre las obras de Schultze figuran el Edificio de Arte de Yakarta, el del Tribunal Supremo de Indonesia y el del Ministerio de Finanzas, mientras que Cuypers diseñó el Museo del Banco de Indonesia y el Museo Mandiri. A principios del siglo XX, la mayoría de los edificios se construían en estilo neorrenacentista. 

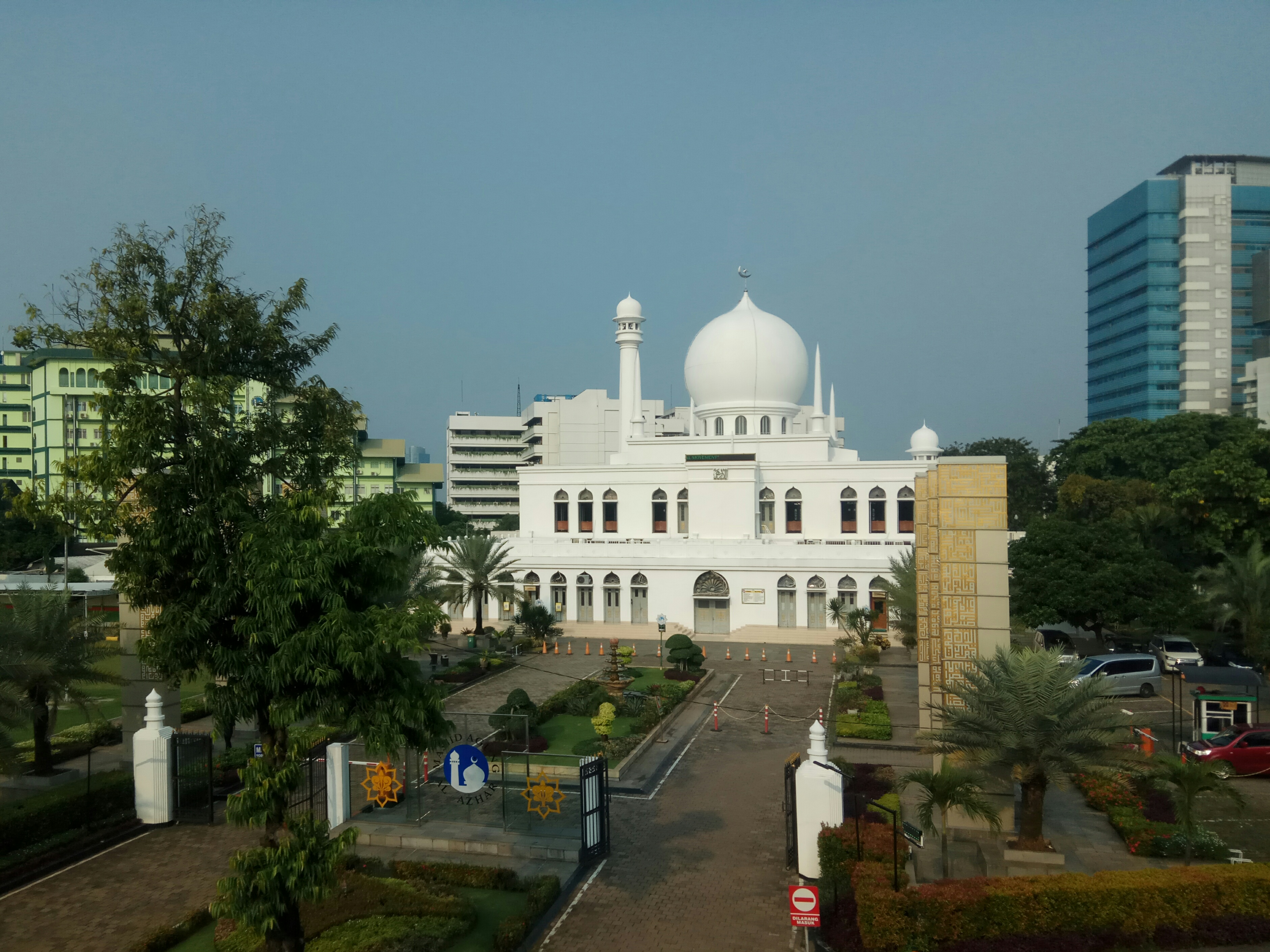
Mezquita de Al-Azhar

En la década de 1920, el gusto arquitectónico había empezado a cambiar en favor del racionalismo y el modernismo, en particular la arquitectura art déco. El suburbio elitista de Menteng, desarrollado en la década de 1910, fue el primer intento de la ciudad de crear viviendas ideales y saludables para la clase media. Las casas originales tenían una organización longitudinal, con aleros sobresalientes, grandes ventanas y ventilación abierta, todas ellas características prácticas para un clima tropical. Estas casas fueron desarrolladas por N.V. de Bouwploeg, y establecidas por P.A.J. Moojen.
Tras la independencia, el proceso de construcción de la nación en Indonesia y la demolición de la memoria del colonialismo fueron tan importantes como la construcción simbólica de arterias, monumentos y edificios gubernamentales. El Monumento Nacional de Yakarta, diseñado por Sukarno, es el faro del nacionalismo indonesio. A principios de la década de 1960, Yakarta proporcionó autopistas y monumentos culturales a gran escala, así como el Estadio Deportivo Senayan. El edificio del Parlamento presenta un tejado hiperbólico que recuerda los conceptos de diseño racionalistas y corbusianos alemanes. Construido en 1996, Wisma 46 se eleva hasta una altura de 262 m y su cúspide en forma de pluma celebra la tecnología y simboliza la estereoscopía.

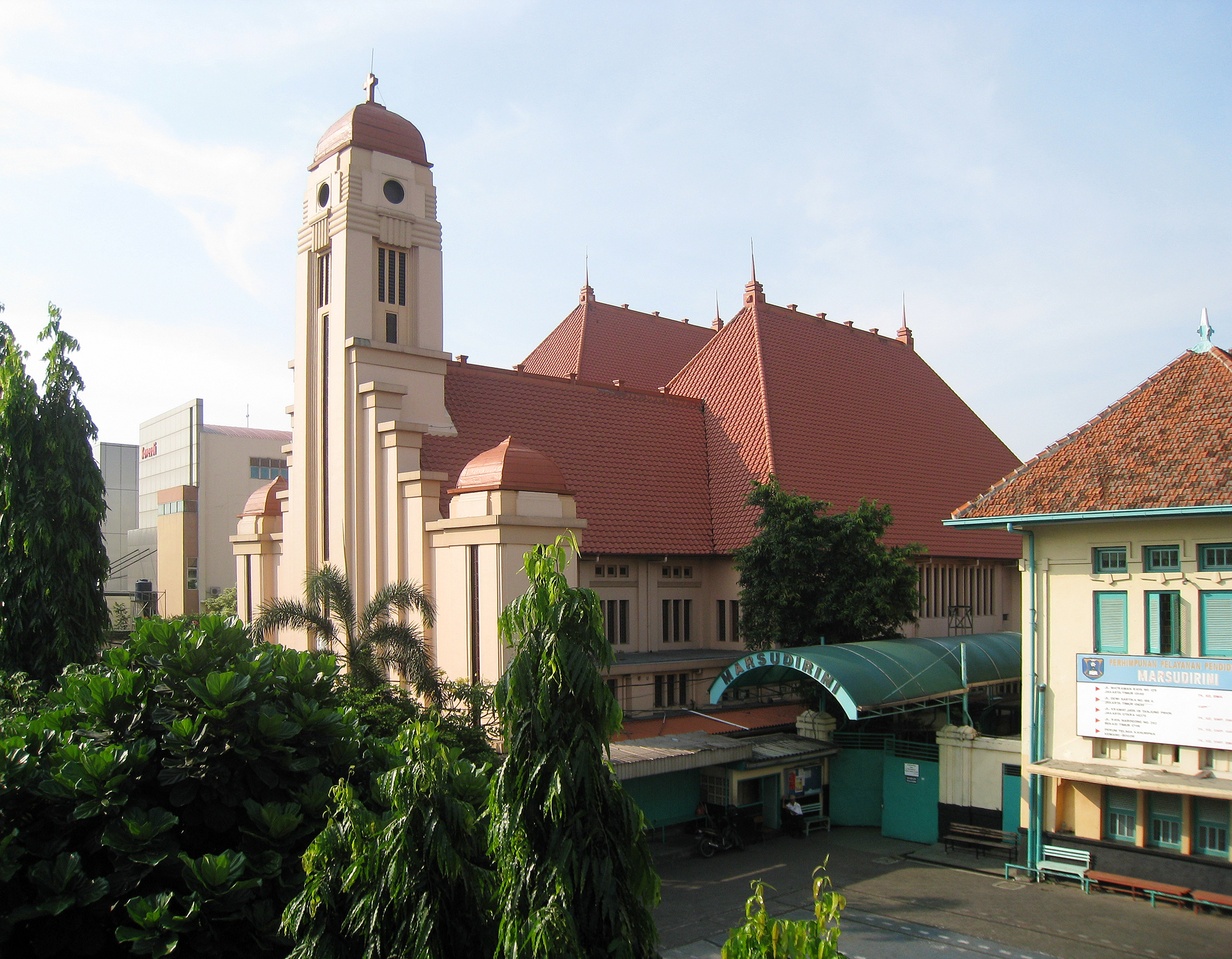
Iglesia de San José en Yakarta

El auge de la construcción urbana continuó durante el siglo XXI. El Triángulo de Oro de Yakarta es uno de los CBD de más rápida evolución de la región Asia-Pacífico. Según CTBUH y Emporis, hay 88 rascacielos que alcanzan o superan los 150 m (490 pies), lo que sitúa a la ciudad entre las 10 primeras de la clasificación mundial. Tiene más edificios de más de 150 m de altura que cualquier otra ciudad del Sudeste Asiático o del Hemisferio Sur.

### Monumentos
La mayoría de los monumentos y estatuas de Yakarta se empezaron a construir en la década de 1960, durante la era de Sukarno, y se terminaron en la de Suharto, aunque algunos datan de la época colonial. Aunque muchos de los proyectos se terminaron después de su presidencia, se atribuye a Sukarno, que era arquitecto, la planificación de los monumentos y lugares emblemáticos de Yakarta, ya que deseaba que la ciudad fuera el faro de una nueva y poderosa nación. Entre los proyectos monumentales que se construyeron, iniciaron y planificaron durante su gobierno figuran el Monumento Nacional, la mezquita Istiqlal, el edificio de la Asamblea Legislativa y el estadio Gelora Bung Karno. Sukarno también construyó muchos monumentos y estatuas nacionalistas en la capital.

El Obelisco del Monumento Nacional

El monumento más famoso, que se convirtió en el símbolo de la ciudad, es el obelisco de 132 m de altura del Monumento Nacional (Monumen Nasional o Monas), en el centro de la plaza Merdeka. En su esquina suroeste hay una fuente y una estatua del carro de Arjuna Wijaya, de temática Mahabharata. Más al sur, por Jalan M.H. Thamrin, una de las avenidas principales, se alza el monumento Selamat Datang sobre la fuente en el centro de la rotonda del Hotel Indonesia. Otros monumentos emblemáticos son la mezquita Istiqlal, la catedral de Yakarta y la iglesia Immanuel. La antigua Batavia Stadhuis, puerto de Sunda Kelapa en el casco antiguo de Yakarta, es otro punto de referencia. La Torre Autograph, en el centro de Yakarta, con 382,9 metros, es el edificio más alto de Indonesia. El monumento más reciente es el Estadio Internacional de Yakarta.
Algunas de las estatuas y monumentos son nacionalistas, como el Monumento a la Liberación de Irian Occidental, el Tugu Tani, la estatua de la Juventud, y el Monumento Dirgantara. Algunas estatuas conmemoran a héroes nacionales indonesios, como las de Diponegoro y Kartini en la plaza Merdeka. Las estatuas de Sudirman y Thamrin se encuentran en las calles que llevan sus nombres. También hay una estatua de Sukarno y Hatta en el Monumento a la Proclamación, así como en la entrada del Aeropuerto Internacional Soekarno-Hatta.

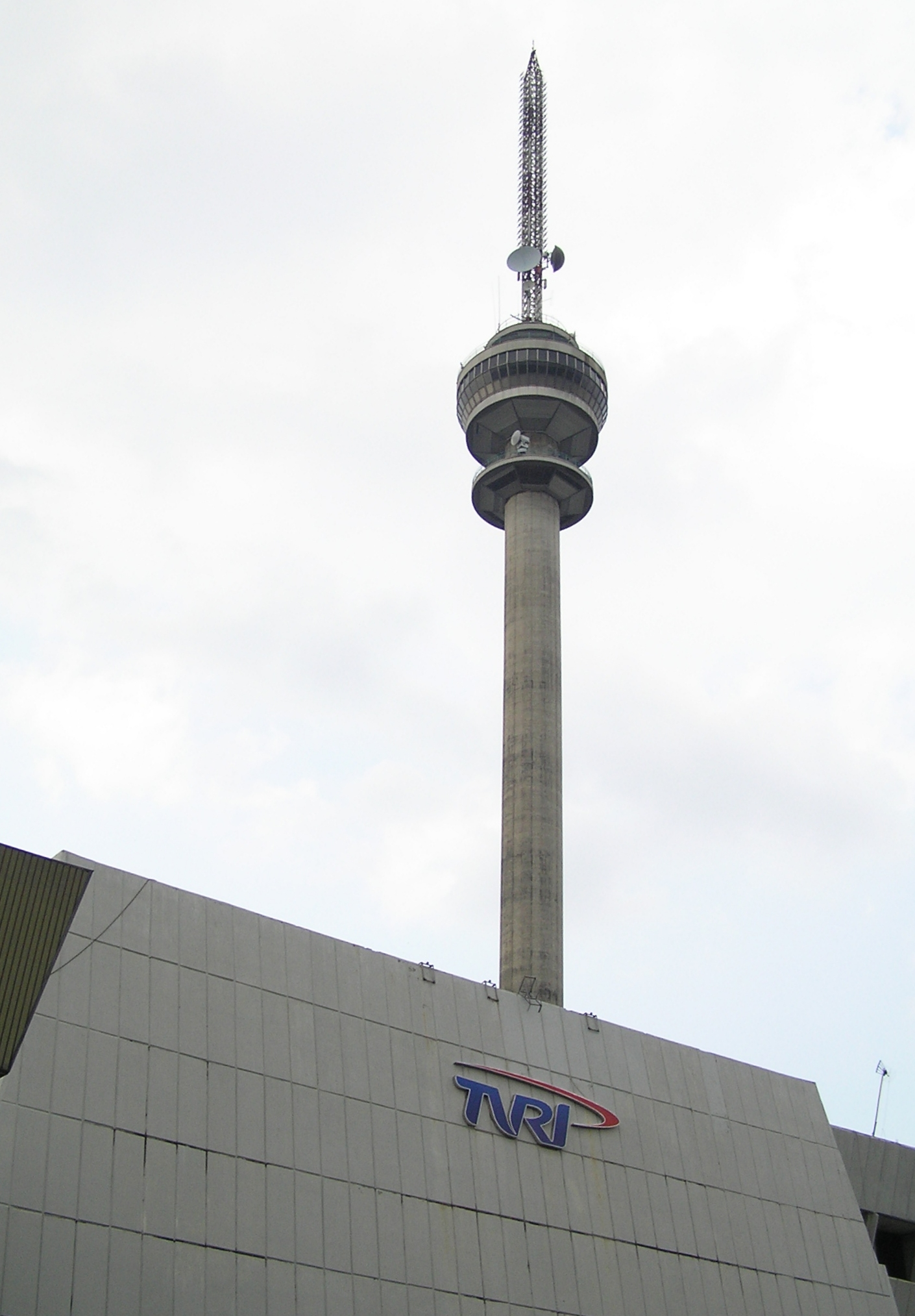
La principal torre de televisión de la empresa estatal indonesia TVRI, en su sede de Yakarta, con una altura de 144 m.

### Medios de Comunicación
Yakarta alberga la mayoría de los periódicos nacionales indonesios, además de algunos periódicos locales. Los diarios locales de Yakarta son Pos Kota y Warta Kota. Los periódicos nacionales con sede en Yakarta son Kompas y Media Indonesia, y la mayoría de ellos tienen un segmento de noticias que cubre la ciudad. También se publican varios periódicos económicos (Bisnis Indonesia, Investor Daily y Kontan) y uno deportivo (Super Ball).
También se publican diariamente periódicos no indonesios, principalmente para un público nacional y mundial. Ejemplos de ello son los periódicos en inglés The Jakarta Post y en línea The Jakarta Globe. También circulan periódicos en chino mandarín, como Indonesia Shang Bao (印尼商报), Harian Indonesia (印尼星洲日报) y Guo Ji Ri Bao (国际日报). El único periódico en japonés es The Daily Jakarta Shimbun (じゃかるた新聞).
En Yakarta emiten unas 75 emisoras de radio, 52 en la banda de FM y 23 en la de AM. Las entidades radiofónicas tienen su sede en Yakarta, por ejemplo, las cadenas nacionales de radio MNC Trijaya FM, Prambors FM, Trax FM, I-Radio, Hard Rock FM, Delta FM, Global FM y la radio pública RRI; así como las emisoras locales Gen FM, Radio Elshinta y PM2FAS.
Yakarta es la sede de la televisión pública indonesia TVRI, así como de cadenas privadas de televisión nacional, como Metro TV, tvOne, Kompas TV, RCTI y NET. Yakarta cuenta con canales de televisión locales como TVRI Jakarta, JakTV, Elshinta TV y KTV. Muchas televisiones son analógicas PAL, pero algunas se están convirtiendo ahora a señales digitales mediante DVB-T2 siguiendo un plan gubernamental de migración a la televisión digital.

### Gastronomía
Todas las variedades de la cocina indonesia están presentes en Yakarta. La cocina local es la cocina betawi, que refleja diversas tradiciones culinarias extranjeras. La cocina betawi está muy influenciada por la cocina malayo-china de Peranakan, la sundanesa y la javanesa, que también recibe influencias de las cocinas india, árabe y europea. Uno de los platos locales más populares de la cocina betawi es el soto betawi, que se prepara con trozos de ternera y vísceras en un caldo rico y picante de leche de vaca o de coco. Otros platos populares de Betawi son el soto kaki, el nasi uduk (arroz mixto), el kerak telor (tortilla picante), el nasi ulam, el asinan, el ketoprak, el rujak y el gado-gado Betawi (ensalada en salsa de cacahuetes). La cocina de Yakarta se puede encontrar desde modestos puestos de comida callejeros (warung) y vendedores ambulantes (hawkers) hasta restaurantes de alta cocina. Abundan los locales de música en directo y los restaurantes exclusivos.
En Yakarta se pueden encontrar muchas comidas tradicionales de regiones lejanas de Indonesia. Por ejemplo, los restaurantes tradicionales Padang y los puestos de comida Warteg (Warung Tegal) de bajo presupuesto son omnipresentes en la capital. Otras comidas callejeras populares son el nasi goreng (arroz frito), el sate (brochetas de carne), el pecel lele (bagre frito), el bakso (albóndigas), el bakpau (bollo chino) y el siomay (albóndigas de pescado).
Jalan Sabang, Jalan Sidoarjo, Jalan Kendal en la zona de Menteng, Kota Tua, Blok S, Blok M, Jalan Tebet, son destinos populares para los amantes de la comida callejera. En Jalan Kramat Raya y Jalan Bendungan Hilir, en el centro de Yakarta, se puede encontrar comida callejera de Minangkabau, que vende Nasi Kapau, Sate Padang y Soto Padang. La comida callejera china abunda en Jalan Pangeran, Manga Besar y Petak Sembilan, en el casco antiguo de Yakarta, mientras que en la zona del Pequeño Tokio, en Blok M, hay muchos restaurantes y bares de estilo japonés.
Hay restaurantes, cafés y bares de moda en Menteng, Kemang, Jalan Senopati, Kuningan, Senayan, Pantai Indah Kapuk, y Kelapa Gading. Lenggang Yakarta es un patio de comidas que alberga a pequeños comerciantes y vendedores ambulantes, donde se puede adquirir comida indonesia dentro de un mismo recinto. En la actualidad, hay dos patios de comidas de este tipo, situados en Monas y Kemayoran. Thamrin 10 es un parque creativo y de comida situado en Menteng, donde hay puestos de comida variada.

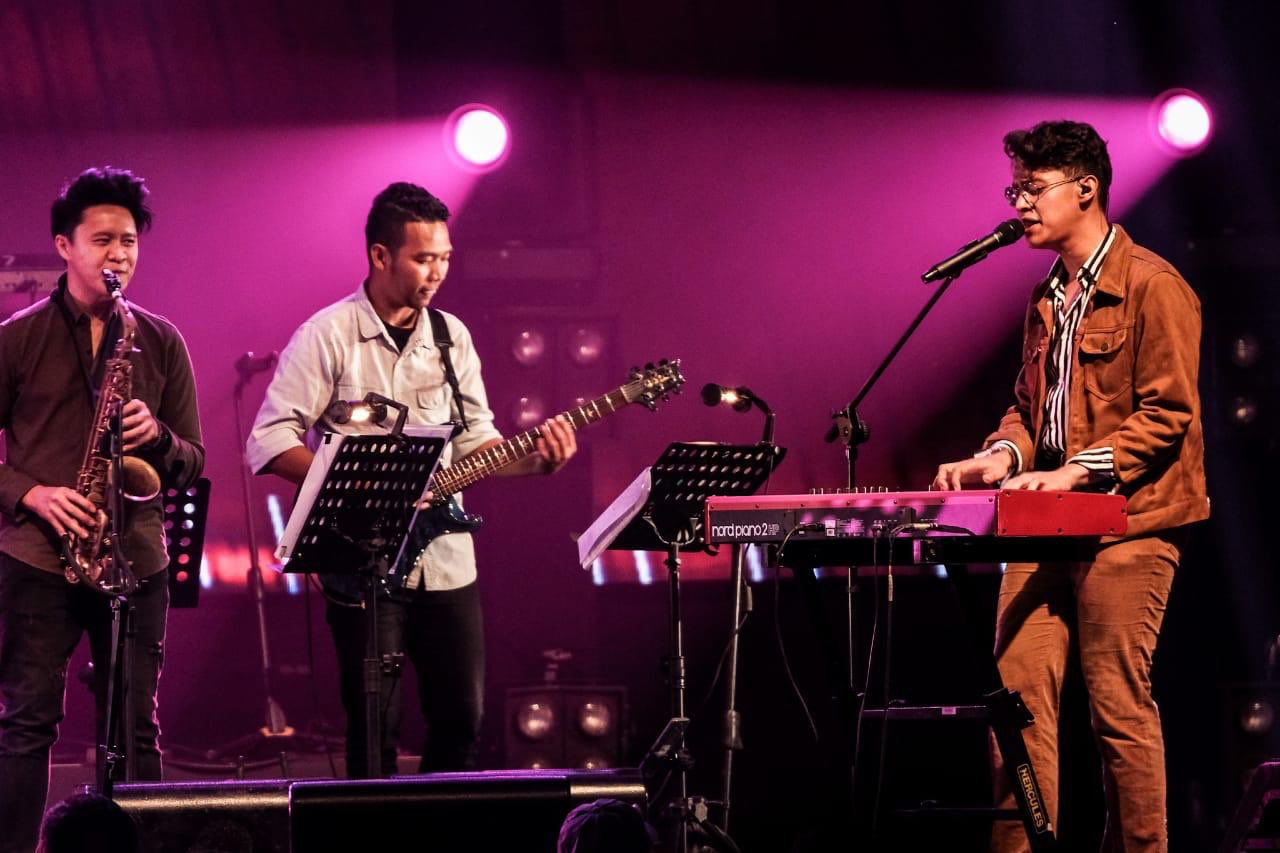
Festival Internacional de Jazz de Yakarta

Las cadenas mundiales de comida rápida suelen estar presentes en los centros comerciales, junto con marcas locales como Sederhana, J'CO, Es Teler 77, Kebab Turki, CFC, y las japonesas HokBen y Yoshinoya. En Yakarta se pueden encontrar restaurantes de cocina extranjera como la china, japonesa, coreana, tailandesa, singapurense, india, estadounidense, australiana, malaya, francesa, mediterránea como la magrebí, turca, italiana, de Oriente Medio y de fusión moderna.

### Arte y Festivales
La cultura betawi es distinta de las de los sundaneses o javaneses, formando una isla lingüística en los alrededores. Hay una importante influencia china en la cultura betawi, que se refleja en la popularidad de los pasteles y dulces chinos, los fuegos artificiales y el atuendo nupcial betawi, que demuestra influencias chinas y árabes.

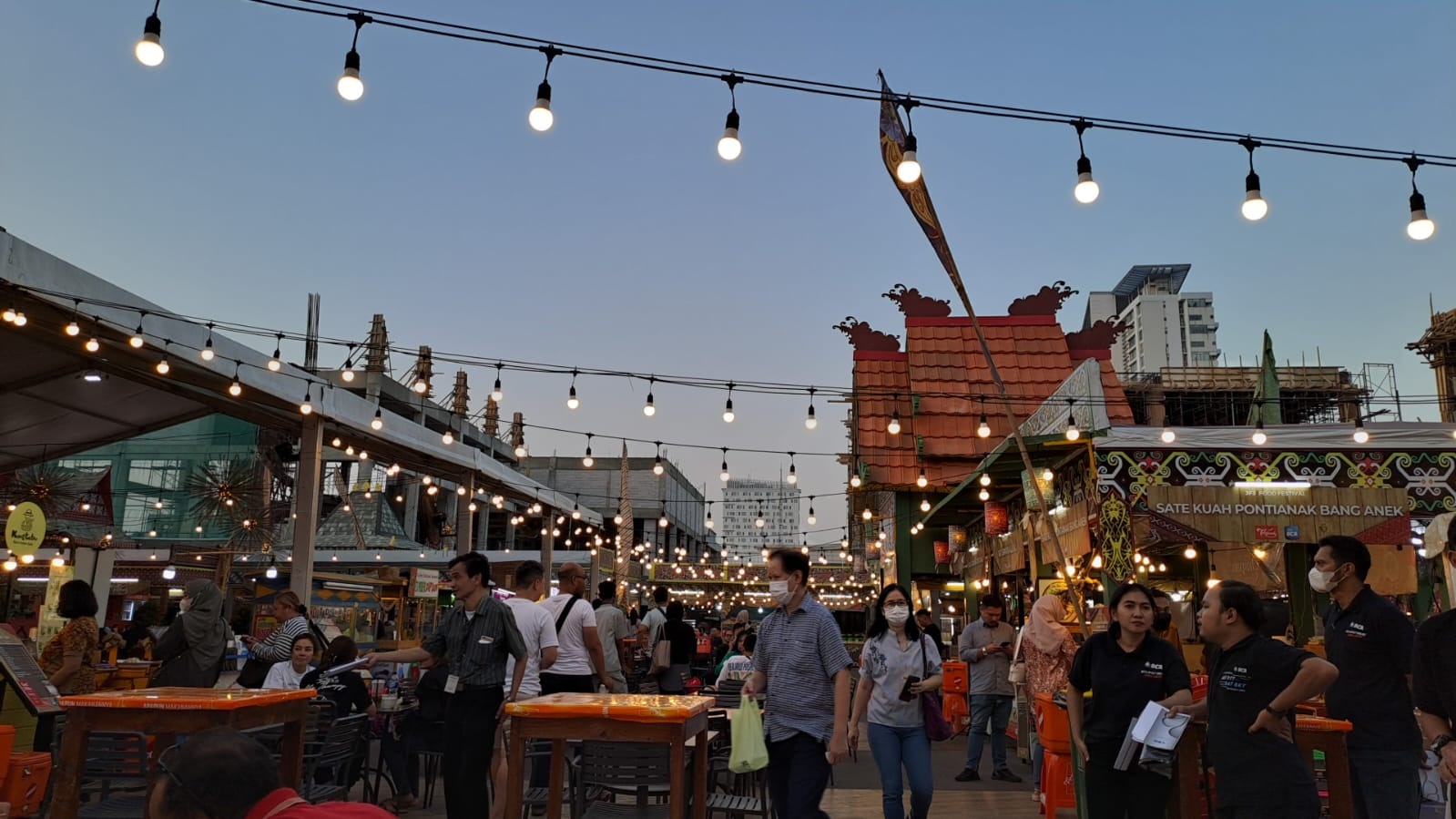
Festival Culinario de Yakarta

Algunos festivales, como el Festival Jalan Jaksa, el Festival Kemang, el Festival Condet y el Lebaran Betawi, se esfuerzan por preservar las artes betawis invitando a artistas a mostrar sus espectáculos. Yakarta cuenta con varios centros de artes escénicas, como la sala de conciertos clásicos Aula Simfonia Jakarta en Kemayoran, el centro de arte Taman Ismail Marzuki (TIM) en Cikini, Gedung Kesenian Jakarta cerca de Pasar Baru, Balai Sarbini en la zona de Plaza Semanggi, Bentara Budaya Jakarta en la zona de Palmerah, Pasar Seni (Mercado del Arte) en Ancol, y representaciones de arte tradicional indonesio en los pabellones de algunas provincias en Taman Mini Indonesia Indah. La música tradicional es frecuente en los hoteles de categoría, con actuaciones de Wayang y Gamelan. En el Teatro Wayang Orang Bharata se ofrecen actuaciones de Wayang Orang Orang javanés.
Entre los festivales y exposiciones de arte y cultura destacan ARKIPEL - Festival Internacional de Cine Documental y Experimental de Yakarta, el Festival Internacional de Cine de Yakarta (JiFFest), Djakarta Warehouse Project, la Semana de la Moda de Yakarta, la Semana de la Moda Musulmana de Yakarta, el Festival de Moda y Gastronomía de Yakarta (JFFF), Jakarnaval, el Festival Nocturno de Yakarta, el Festival Creativo de Kota Tua, la Feria Internacional del Libro de Indonesia (IIBF), Indonesia Comic Con, Indonesia Creative Products y la exposición de Artesanía de Yakarta. Art Jakarta es una feria de arte contemporáneo que se celebra anualmente. 

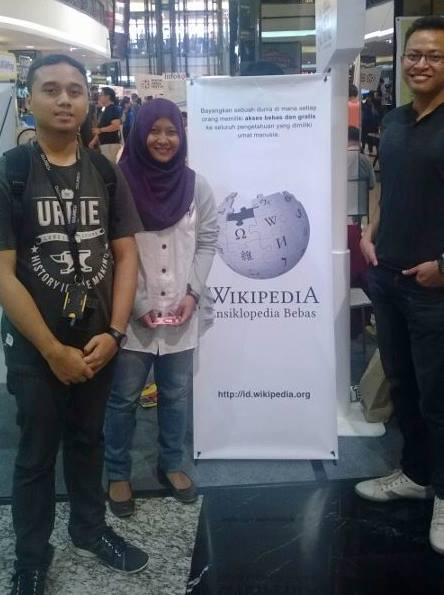
Festival de Redes Sociales de Yakarta

Flona Jakarta es una exposición de flora y fauna, que se celebra anualmente en agosto en el parque Lapangan Banteng, con flores, viveros y animales domésticos. La Feria de Yakarta se celebra anualmente de mediados de junio a mediados de julio para conmemorar el aniversario de la ciudad y se centra sobre todo en una feria comercial. Sin embargo, esta feria de un mes de duración también ofrece entretenimiento, incluidas actuaciones artísticas y musicales de músicos locales. El Festival Internacional de Jazz de Java de Yakarta (JJF) es uno de los mayores festivales de jazz del mundo, el mayor del hemisferio sur, y se celebra anualmente en marzo.
Varios centros de arte y cultura extranjeros de Yakarta promueven la cultura y la lengua a través de centros de aprendizaje, bibliotecas y galerías de arte. Entre ellos están el Instituto Cervantes de Yakarta, Instituto Confucio chino, el Erasmus Huis holandés, el British Council, la Alianza Francesa , el Goethe-Institut alemán, la Fundación Japón y el Centro Cultural Indio Jawaharlal Nehru.

### Lugares de interés
- Monumento Nacional (Monas)
- Taman Ismail Marzuki
- Ancol
- Taman Mini Indonesia Indah
- Zoológico Ragunan
- Kepulauan Seribu
- Taman Mini Indonesia Indah (TMII)
- Museo de Indonesia
- Plaza Merdeka

### Ciudades hermanadas
Éstas son las ciudades hermanadas con Yakarta:
| - Abu Dabi, Emiratos Árabes Unidos. - Bangkok, Tailandia. - Berlín, Alemania. - Casablanca, Marruecos. - Estambul, Turquía. - Hanói, Vietnam. - Islamabad, Pakistán. - Kuala Lumpur, Malasia. - Los Ángeles, Estados Unidos. - Londres, Reino Unido. - Moscú, Rusia. - Buenos Aires, Argentina. | - París, Francia. - Ciudad de México, México. - Pekín, China. - Pionyang, Corea del Norte. - Róterdam, Países Bajos. - Seúl, Corea del Sur. - Tel Aviv, Israel. - Tokio, Japón. - Yazd, Irán. - Yida, Arabia Saudita. - Yurimaguas, Perú. |